# Bugeac

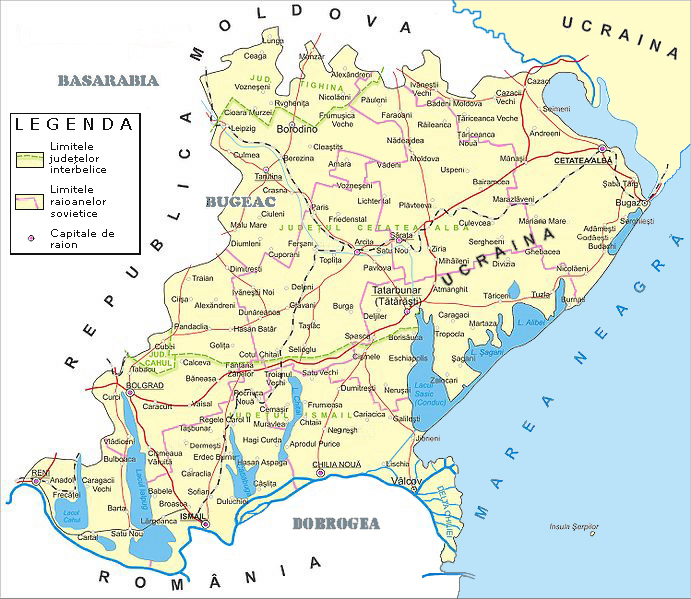
Toponimia oficială a Bugeacului sub administrația românească: după Anatol Eremia, puține denumiri moldovene istorice au fost oficializate, majoritatea fiind turcice, rusești sau germane, așa cum intraseră în nomenclatura imperiului Rus.

Bugeacul (în ucraineană, rusă și bulgară Буджак, transliterat: Budjak, în turcă și găgăuză Bucak, în germană Budschak) este parte din Basarabia istorică, o regiune de stepă a fostului voievodat al Moldovei, azi situată la sud de Republica Moldova, între hotarul acestui stat, Dunăre și Marea Neagră, în componența Ucrainei de azi. 
În 1812, când Imperiul Rus a anexat partea de răsărit a Principatului Moldovei, între Prut și Nistru, autoritățile imperiale au extins numele de Basarabia asupra întregului teritoriul anexat, folosind pentru „Basarabia istorică” denumirea turcească de Bugeac. Regatul României a menținut aceste denumiri între 1918 și 1940. În 1940, regiunea a fost atribuită RSS Ucrainene în detrimentul RSSM în cadrul Uniunii Sovietice, în urma Pactului Ribbentrop-Molotov.

## Etimologie
„Buceag, în limba tătărească (...), va să zică unghi un colț de pământ. (...), precum ne-o spune Dimitrie Cantemir, care era de origine din cea mai însemnată familie de tătari nogai din câte s-au așezat în țara noastră”. După Iorgu Iordan, în limba turcă buçak înseamnă „țară fără păduri și ape permanente, crestată de văi adânci”, dar și „mare buruieniș”.

## Istorie
dacilor, bastarnilor și romanilor până în 276

 vizigoților 276-375

 hunilor 375-463

 proto-bulgarilor („cutrigurilor”) 463-840

 proto-maghiarilor („Atelközu”) 840-894

 pecenegilor 894-1066

 cumanilor 1066-1187

 Țaratului vlaho-bulgar 1187-1243

 tătarilor 1243-1330

 Țării Românești 1330-1346

 Moldovei 1346-1484

 Imperiului otoman 1484-1812

 Imperiului țarist (provincia Basarabia) 1812-1856

 Moldovei 1856-1859

 României 1859-1878

 Imperiului țarist (Gubernia Basarabia) 1878-1917

 Republicii Democratice Moldovenești 1917-1918

 României 1918-1940

 Uniunii Sovietice 1940-1941

 României 1941-1944

 Uniunii Sovietice 1944-1991

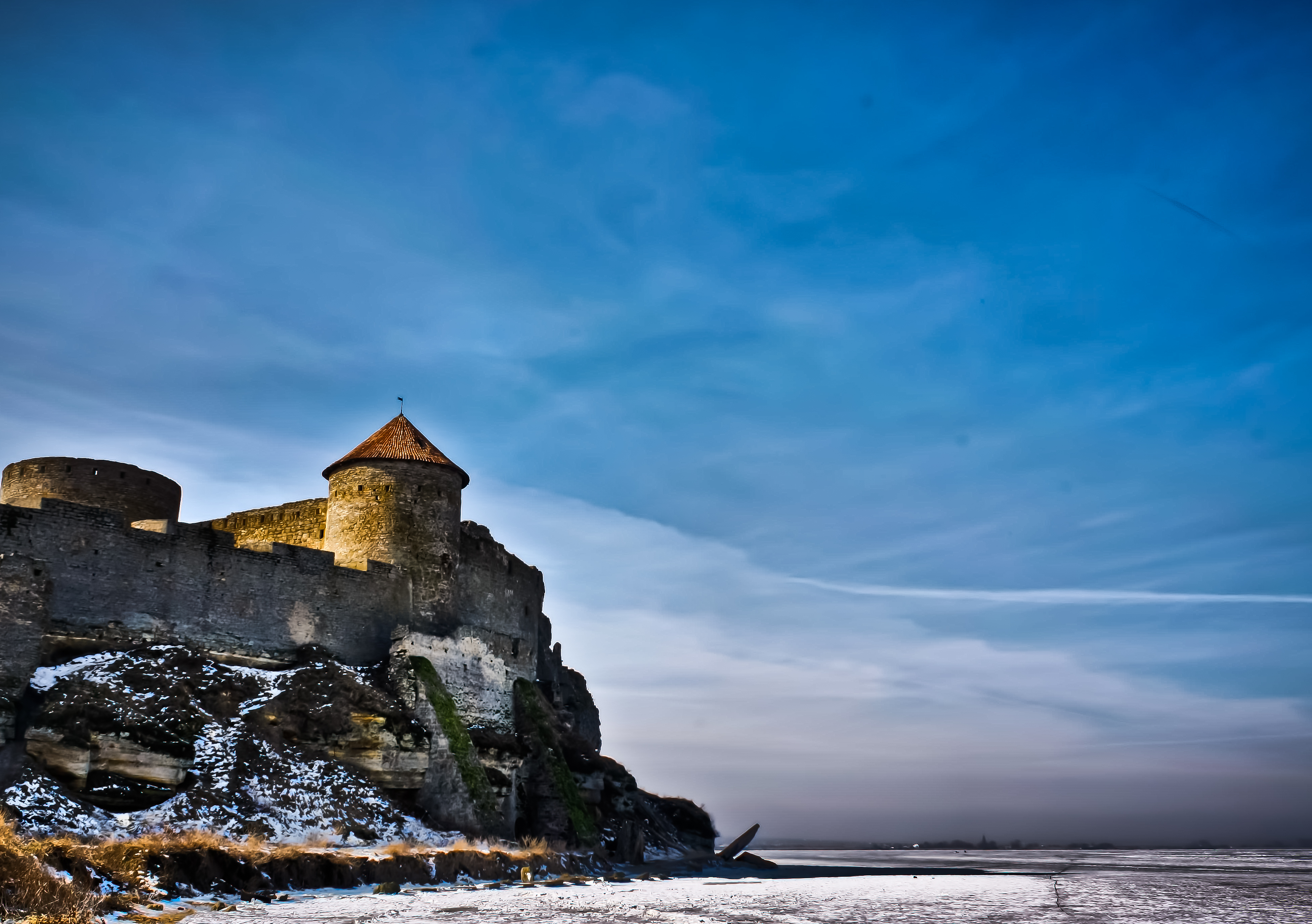
Fortificațiile medievale ale Cetății Albe.

Teritoriul actualului Bugeac (~13.200 km pătrați) a făcut parte din vechiul regat Dacic al lui Burebista; ulterior partea sa sudică a fost adusă temporar sub stapânire romană. După ce a trecut în sec. IX-XII prin mai multe stăpâniri, fiind spațiu predilect de așezare a migratorilor (turanici), genovezii încep să construiască mai multe cetăți pe litoralul Marii Negre, dar și pe brațul Chilia din Delta Dunării. Cetățile Oblucița, Chilia și Cetatea Albă au fost toate ori construite, ori extinse de genovezi. În prima parte a secolului al XIV-lea, acest teritoriu intră în stăpânirea lui Basarab I, unificatorul Țării Românești, care pe atunci se numea Basarabia. Ulterior, Moldova preia aceste cetăți, mai ales sub domnia lui Alexandru cel Bun (1399-1432) și păstrează pentru această regiune, moștenită de la Basarabi, numele de Basarabia. În 1484, Moldova lui Ștefan cel Mare este nevoită să renunțe la cetățile de la Marea Neagră și de la Dunăre în favoarea Imperiului Otoman, care denumește regiunea Bucak (citește: Bugeac), însemnând în turcește: „Ținut de frontieră”.
De la 1484 și până la 1812 Bugeacul, care după 1538 va include și cetatea Tighina, face parte din pașalâcul (provincie) turcesc de la Silistra. Tătarii nogai așezați aici devin populația majoritară. Regiunea este cedată rușilor după Pacea de la București din 1812, împreună cu Moldova de la est de Prut. Autoritățile imperiale rusești au alungat populația tătară și o parte din cea moldoveană spre Dobrogea, invitând în schimb din Dobrogea bulgari și găgăuzi ortodocși, iar din alte țări germani, ruși și ucraineni să le ia locul. Scurta stăpânire moldovenească, lunga ocupație turcească apoi rusească, precum și procesul de colonizare de după 1812, explică populația eterogenă a regiunii.

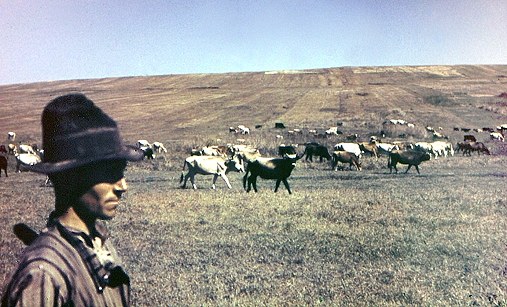
Cioban în Bugeac, 1940 (dinaintea invaziei sovietice).

Între 1856 și 1878, o bună parte a Bugeacului, ca parte a județelor Cahul, Bolgrad și Ismail, au intrat sub stăpânirea Moldovei, respectiv a României după 1859.
În 1918 teritoriul va trece în componența României, iar în 1940 este anexat de Uniunea Sovietică, care îl atribuie RSS Ucrainene, în defavoarea RSS Moldovenești. Conform unei înțelegeri între Hitler și Stalin, populația germană este strămutată în Al Treilea Reich. Teritoriul locuit de aceștia timp de peste 100 de ani este colonizat cu populație rusă și ucraineană. Astfel, ucrainenii reușesc să-i devanseze numeric pe români. Inițial, la data de 7 august 1940, Bugeacul a fost constituit într-o regiune administrativă de sine-stătătoare a RSS Ucrainene: regiunea Ismail, dar la data de 15 februarie 1954, a fost anexată regiunii Odesa.
Între 1941 și 1944 teritoriul reintră în componența României, dar în 1944 este reocupat de trupele sovietice. Tratatul de pace din 1947 de la Paris confirmă stăpînirea sovietică asupra Basarabiei, inclusiv a Bugeacului.
La finalul celui de-al Doilea Război Mondial, în timpul negocierilor pentru pace, politicianul sovietic moldovean Nikita Salogor a a propus reunirea teritoriilor care au aparținut Principatului Moldovei, în Moldova Mare.
În 1991, ca urmare a destrămării Uniunii Sovietice, Bugeacul devine parte a Ucrainei.

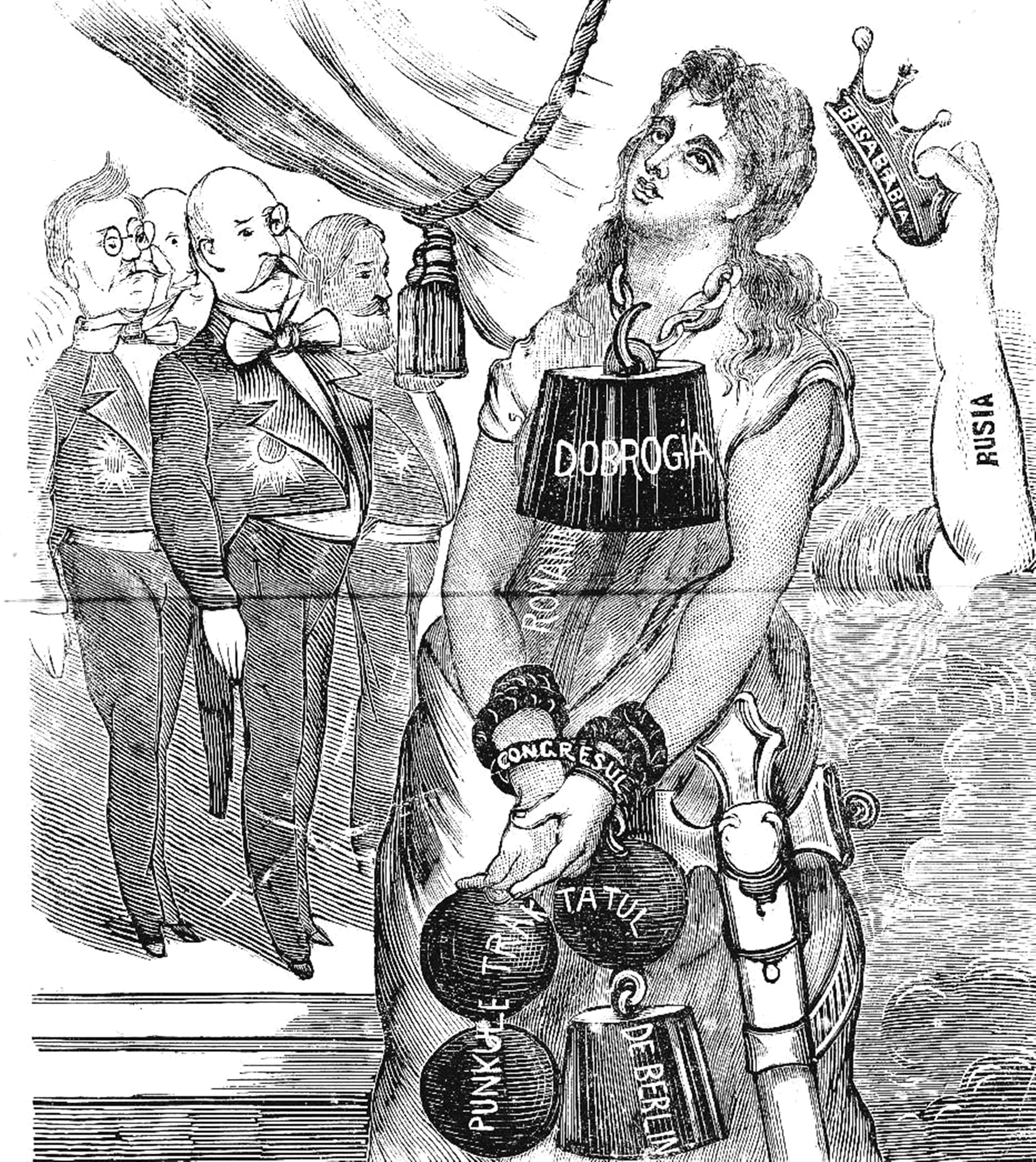
„România în starea ce 'ĭ a creat Congresul din Berlin”, caricatură din revista Bobârnacul (1878), care făcea o aluzie la pierderea celor trei județe la nord de Dunăre, în schimbul Dobrogei.
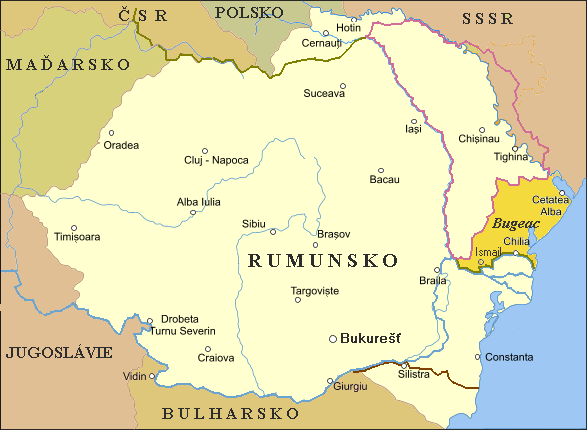
Bugeacul în componența Regatului României (granițe actuale).
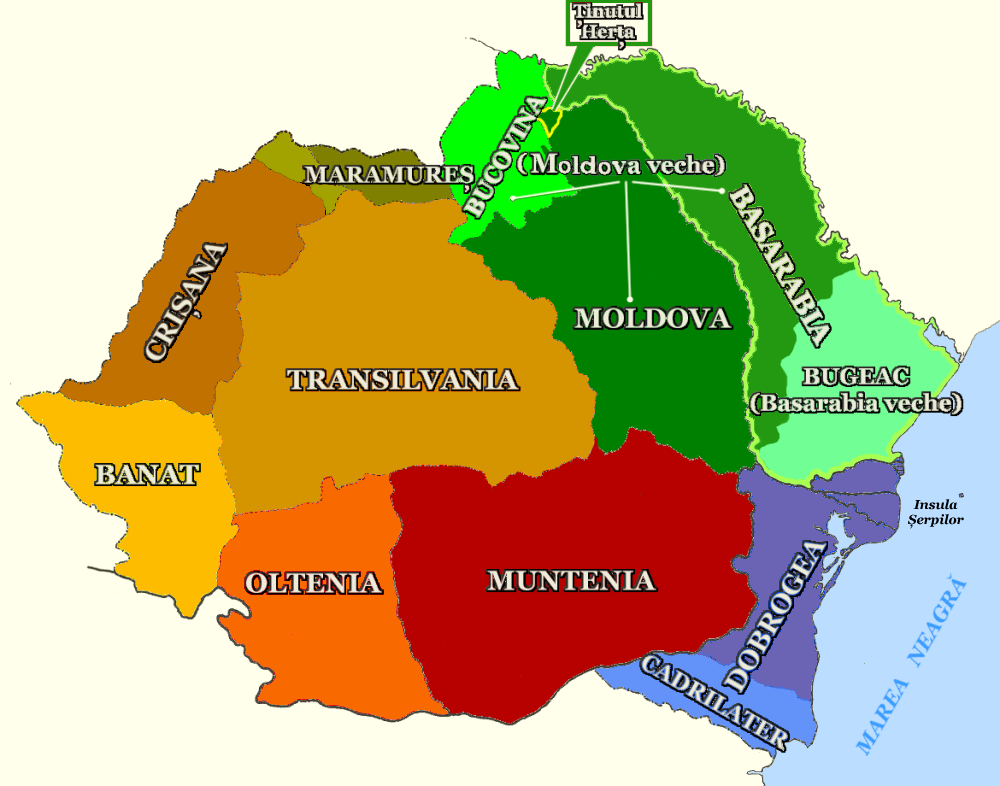
Regiunile istorice ale României Mari
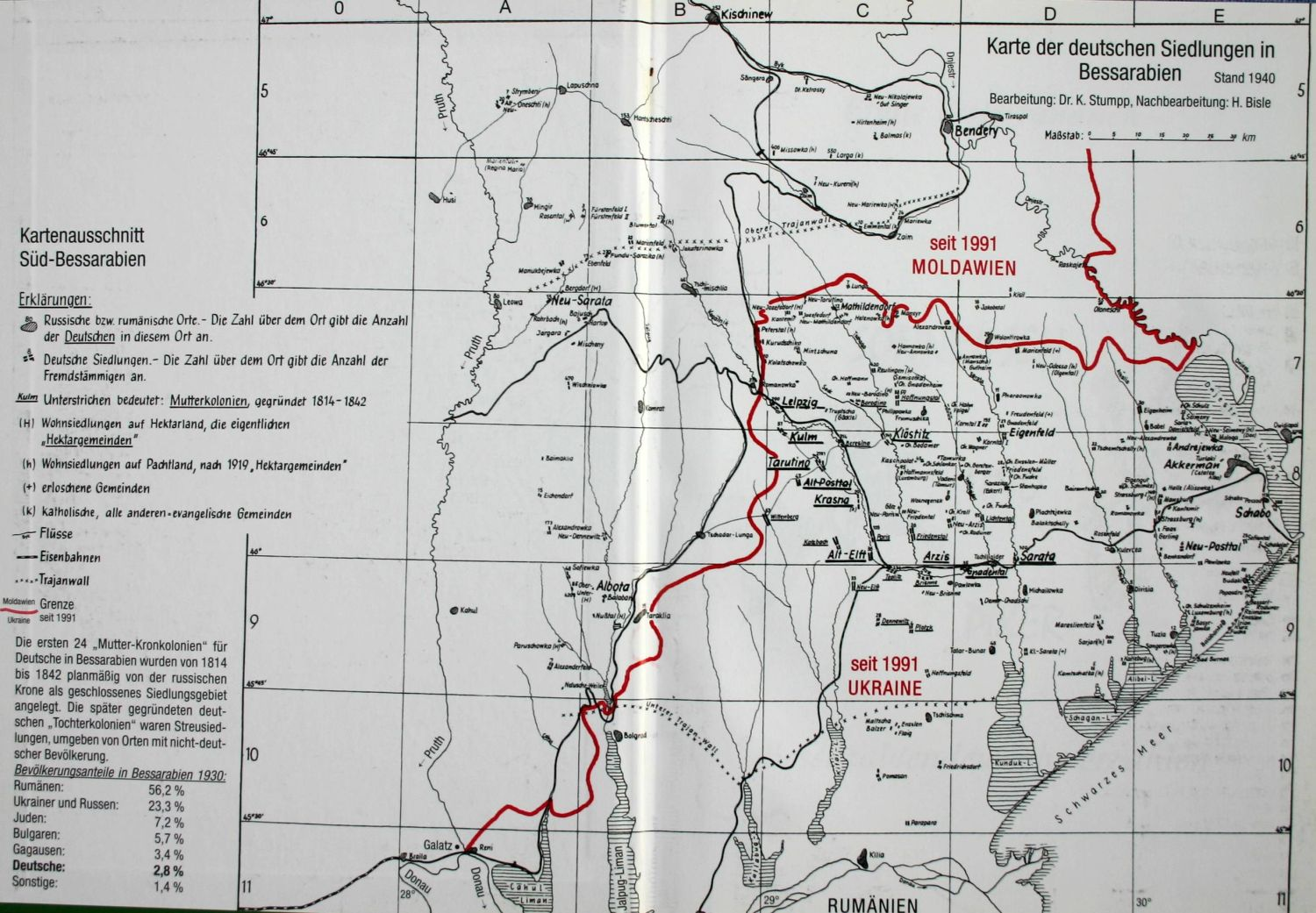
Sudul Basarabiei, situația de la 1940. În urma pactului Molotov-Ribbentrop, Basarabia a fost ocupată de trupele sovietice, iar Bugeacul a revenit RSSU-ului, în detrimentul RSS Moldovenești, care a fost privată astfel de ieșirea la Marea Neagră, deși RSSM-ul continua să ocupe majoritatea teritoriului Basarabiei istorice.
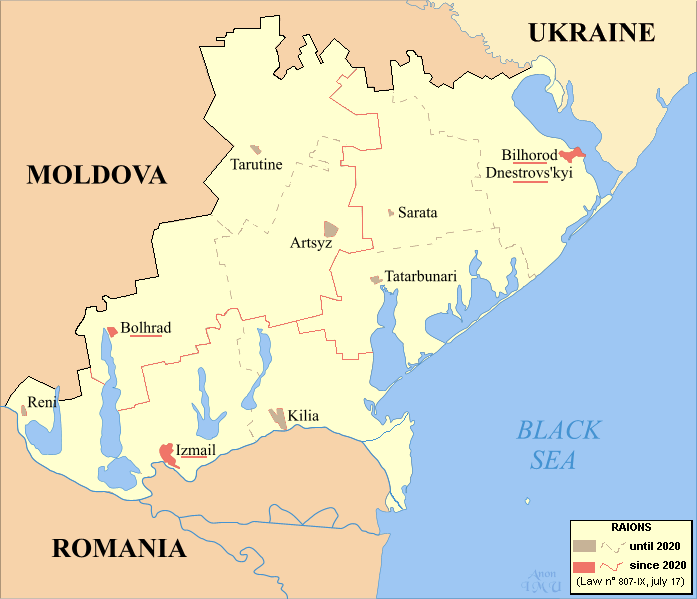
Cele 9 raioane din cadrul Bugeacului ucrainean.

## Împărțire administrativă
După 1940 – când U.R.S.S. a reorganizat teritoriile ocupate, încălcând însăși Constituția sovietică, Bugeacul s-a suprapus administrativ regiunii („oblast”) Akkerman (redenumită ulterior Ismail), aflată în cadrul RSS Ucrainene. Din 1954, aceasta a fost inclusă în regiunea Odesa, în care se află și astăzi. Administrativ, pe teritoriul Bugeacului funcționează, azi, 9 raioane vestice ale reg. Odesa:

### Actuala diviziune teritorială
| Raion                | Suprafață km2 | Populație 2013 | Populație 2015 | Populație 2018 | Densitate |
| -------------------- | ------------- | -------------- | -------------- | -------------- | --------- |
| orașul Ismail        | 54            | ▼73.007        | ▼72.471        | ▼71.985        | 1.343     |
| Raionul Bolgrad      | 1.364         | ▼69.613        | ▼69.367        | ▼67.640        | 49,6      |
| Raionul Cetatea Albă | 1.852         | ▲60.603        | ▲60.718        | ▼60.137        | 32,4      |
| orașul Cetatea Albă  | 31            | ▲57.196        | ▲57.375        | ▼56.077        | 1.809     |
| Raionul Chilia       | 1.359         | ▼53.255        | ▼52.730        | ▼51.297        | 37,7      |
| Raionul Ismail       | 1.254         | ▼51.997        | ▼51.685        | ▼51.122        | 40,8      |
| Raionul Sărata       | 1.475         | ▼45.519        | ▼45.145        | ▼44.731        | 30,3      |
| Raionul Arciz        | 1.379         | ▼46.027        | ▼45.400        | ▼44.660        | 32,4      |
| Raionul Tarutino     | 1.874         | ▼42.020        | ▼41.670        | ▼40.813        | 21,8      |
| Raionul Tatarbunar   | 1.748         | ▼39.087        | ▼38.901        | ▼38.607        | 22,1      |
| Raionul Reni         | 861           | ▼37.850        | ▼37.461        | ▼36.785        | 42,7      |
| Bugeac               | 13.251        | ▼576.174       | ▼572.923       | ▼563.854       | 42,5      |

## Populație

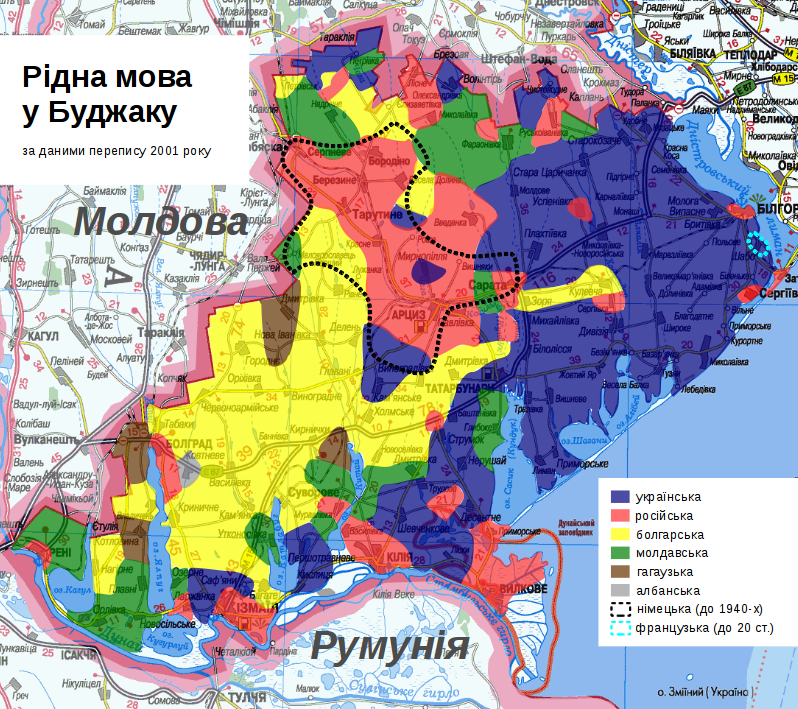
Structura lingivistică, româna este indicată în verde, conform aceluiași recensământ.

Conform recensământului ucrainean din 2001, populație totală a Bugeacului este de 617.200 de persoane. În această regiune istorică, alături de o majoritate relativă ucraineană de 246.900 persoane (40%), locuiesc 129.000 de bulgari (21%), 124.500 ruși (20%) și 78.300 de români/moldoveni (13%).
Bulgarii sunt cel mai mare grup etnic în raioanele Bolgrad (61%), Arciz (39%) și Tarutino (38%), rușii în orașul Ismail (44%), iar români/moldovenii în raionul Reni (49%). În raionul Ismail, 29% din populație este de etnie ucraineană, 28% română/moldoveană și 26% bulgară. Este de notat faptul că în raionul Ismail, populația românofonă a crescut cu 1% din 1989, în timp ce procentajul ucrainenilor și bulgarilor se află în scădere. În restul raionanelor, ucrainenii sunt majoritari.
Importante comunități de români/moldoveni în Bugeac, recunoscute ca atare de autoritățile ucrainene, se mai află în raioanele Sărata (19%, în creștere), Tarutino (17%, în scădere), Chilia Nouă (16%, în creștere), Tatarbunar (9%, în scădere), Cetatea Albă (6%, în scădere), Arciz (6%, în scădere), precum și în orașele Ismail (4%, în creștere), Bolgrad (2%, în creștere) și Cetatea Albă (2%, în scădere).
În Bugeac se află în prezent cca 25 localități cu populație majoritar românească, răspândite în 8 din cele 9 raioane (excepție face doar raionul Bolgrad).

### Comunitatea românească  după raion
Structura etnică a Bugeacului, conform recensământului din 2001:
     Ucraineni (40,2%)
     Bulgari (20,9%)
     Ruși (20,2%)
     Români (Moldoveni) (12,7%)
     Găgăuzi (4%)
     Alții (2%)
Populația românească, la recensământul ucrainean din 2001, după raion și oraș regional:
| Raion                | Români | % din popul. totală | variație procent. față de 1989 |
| -------------------- | ------ | ------------------- | ------------------------------ |
| Raionul Reni         | 19.900 | 49%                 | ▲2%                            |
| Raionul Ismail       | 15.100 | 27,6%               | ▲0,9%                          |
| Raionul Sărata       | 9.400  | 19%                 | ▲6,7%                          |
| Raionul Tarutino     | 7.500  | 16,5%               | ▼4,6%                          |
| Raionul Chilia       | 9.400  | 15,8%               | ▲0,1%                          |
| Raionul Tatarbunar   | 3.900  | 9,4%                | ▼1,8%                          |
| Raionul Arciz        | 3.300  | 6,3%                | ▼0,5%                          |
| Raionul Cetatea Albă | 3.900  | 6,2%                | ▼1,2%                          |
| orașul Ismail        | 1.200  | 4,3%                | ▲0,1%                          |
| orașul Cetatea Albă  | 1.000  | 1,9%                | ▼0,2%                          |
| Raionul Bolgrad      | 1.200  | 1,5%                | ▲0,7%                          |
| Total                | 78.300 | 12,7%               |                                |

### Principalele orașe
|    | Oraș         | Populație (2015) | Români (Moldoveni) (2001) | Ucraineni (2001) | Ruși (2001) | Bulgari (2001) |
| -- | ------------ | ---------------- | ------------------------- | ---------------- | ----------- | -------------- |
| 1. | Ismail       | ▼72.471          | 4,3%                      | 38%              | 43,7%       | 10%            |
| 2. | Cetatea Albă | ▼50.086          | 1,9%                      | 62,9%            | 28,2%       | 3,7%           |
| 3. | Chilia Nouă  | ▼20.311          | 9,8%                      | 48,6%            | 35,4%       | 3,5%           |
| 4. | Reni         | ▼19.109          | 50%                       | 17,5%            | 15,5%       | 8,5%           |
| 5. | Bolgrad      | ▼15.499          |                           |                  |             |                |
| 6. | Arciz        | ▼14.949          |                           |                  |             |                |
| 7. | Tatarbunar   | ▲10.991          |                           |                  |             |                |

### Hărți etnice
Recensământul românesc din 1930
Conform recensământului din 1930, compoziția etnică a zonelor din jurul gurilor Dunării (incluzând, desigur, Bugeacul) era aceasta:

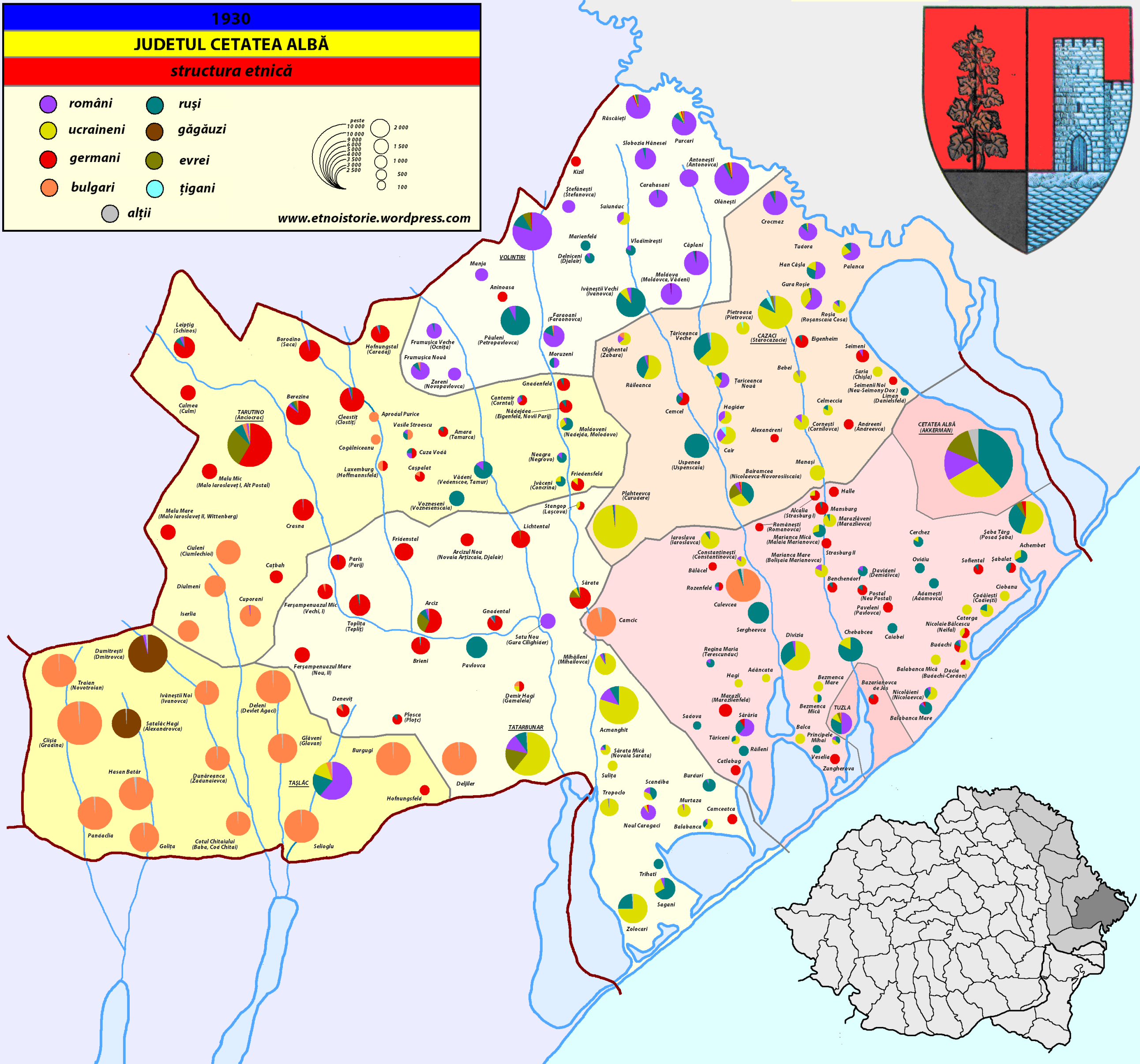
Structura etnică a județului Cetatea Albă
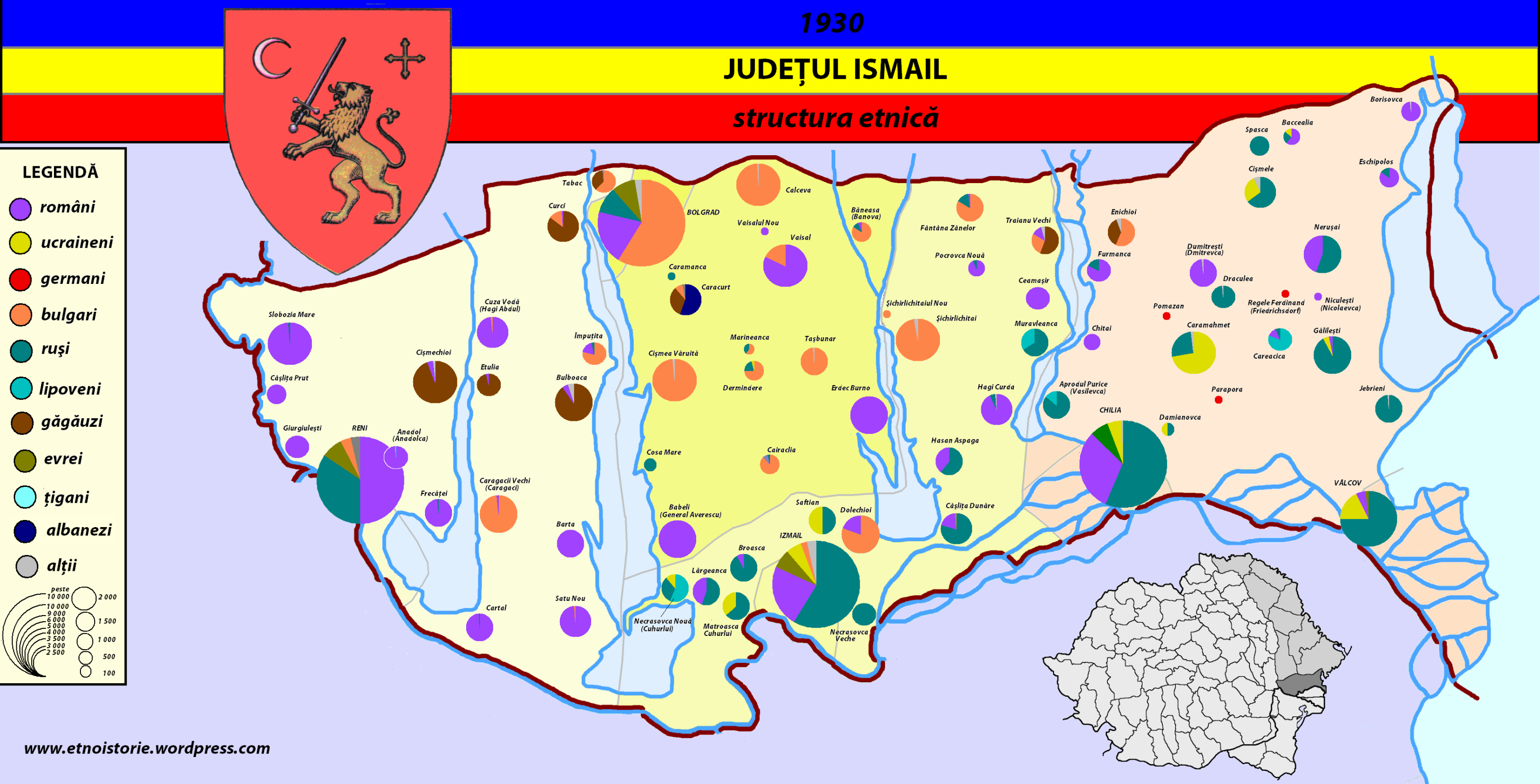
Structura etnică a județului Ismail
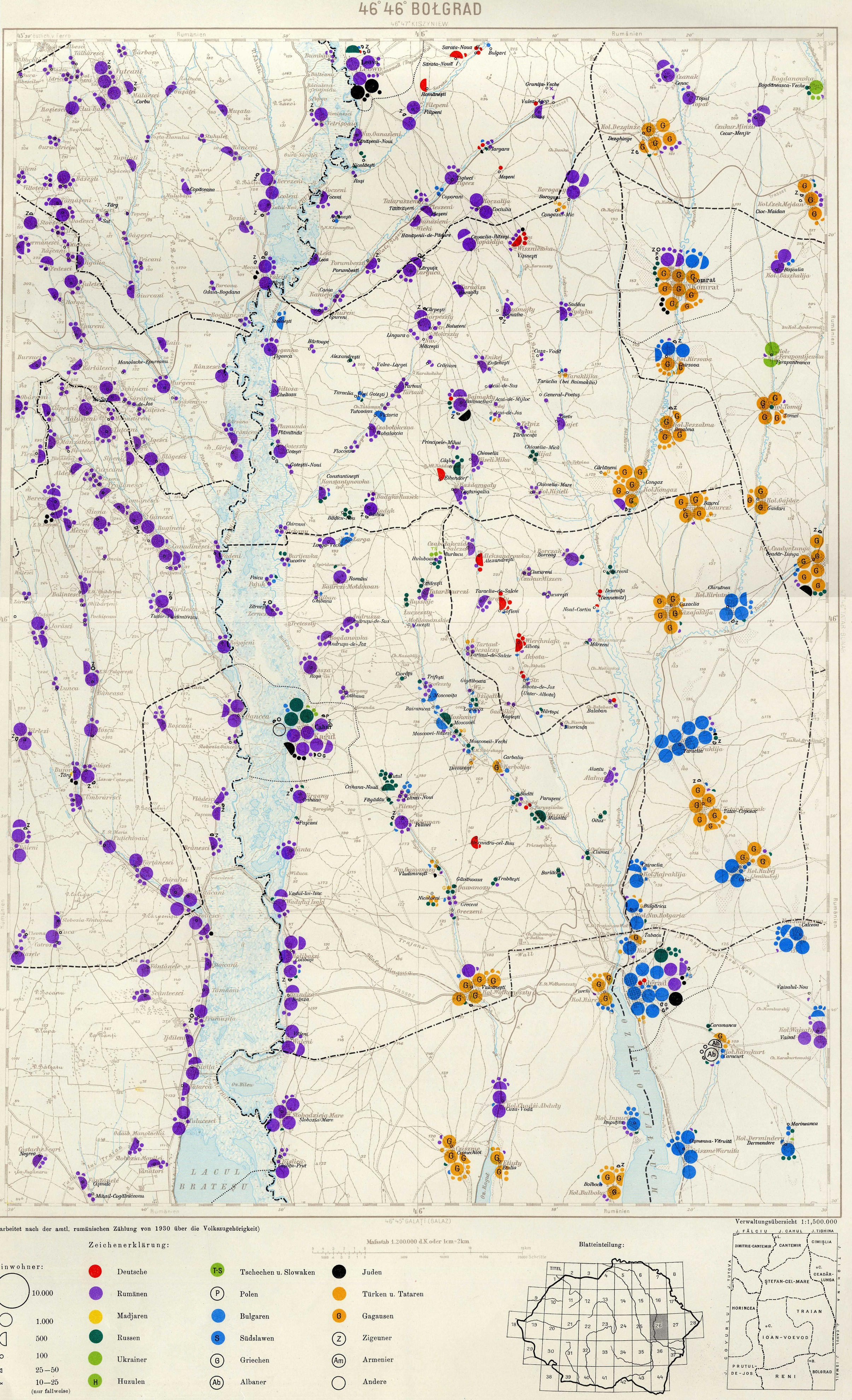
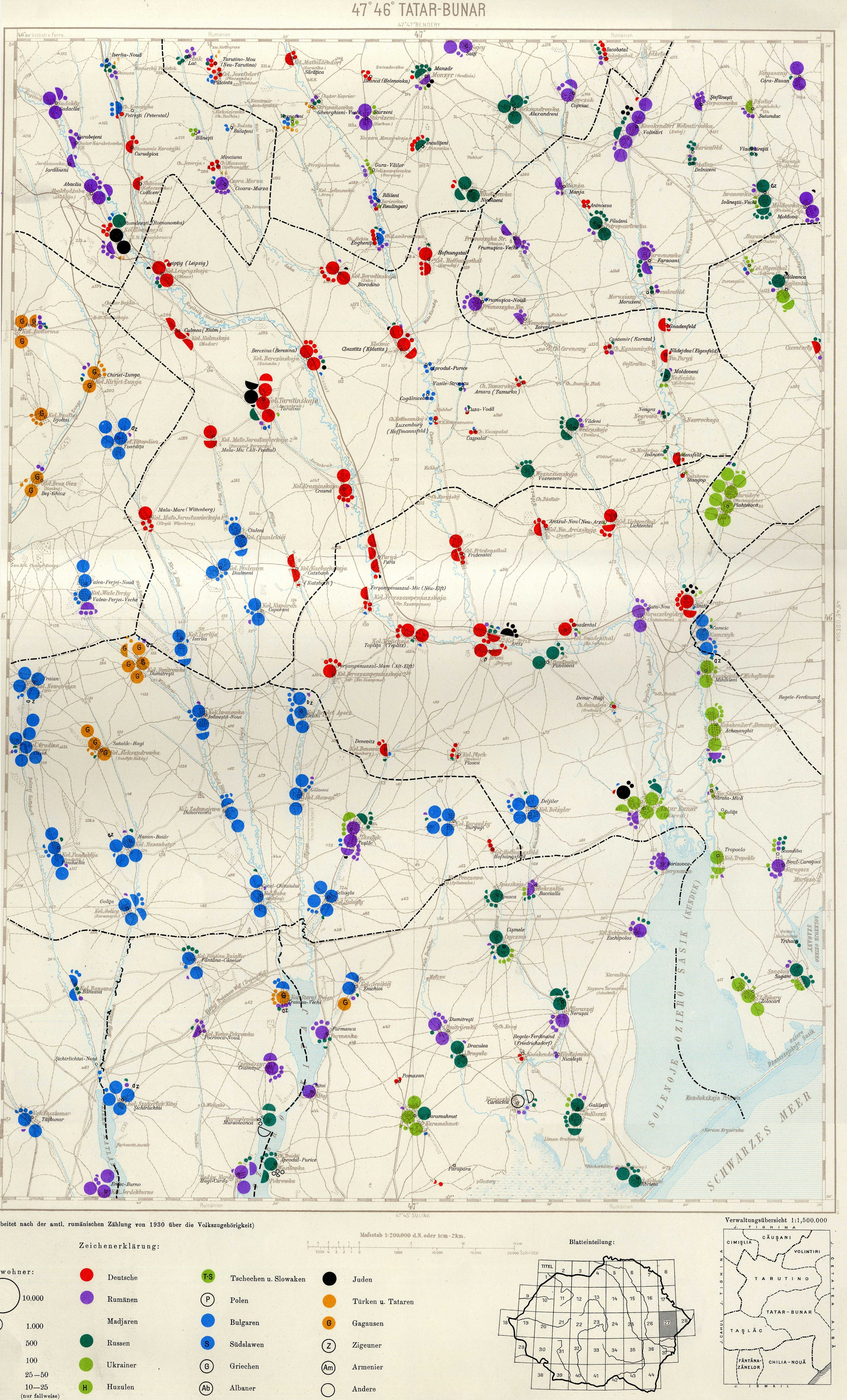
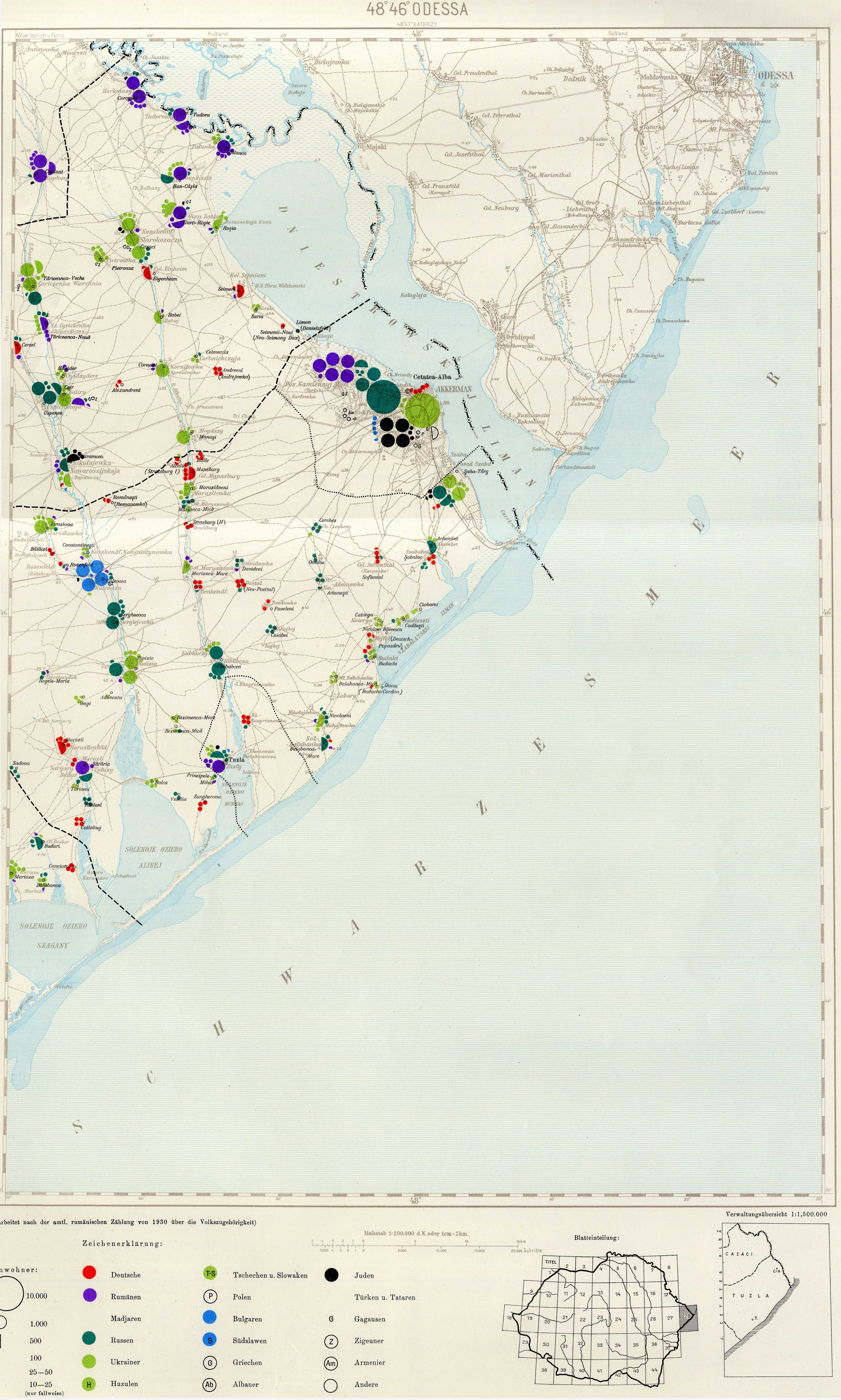
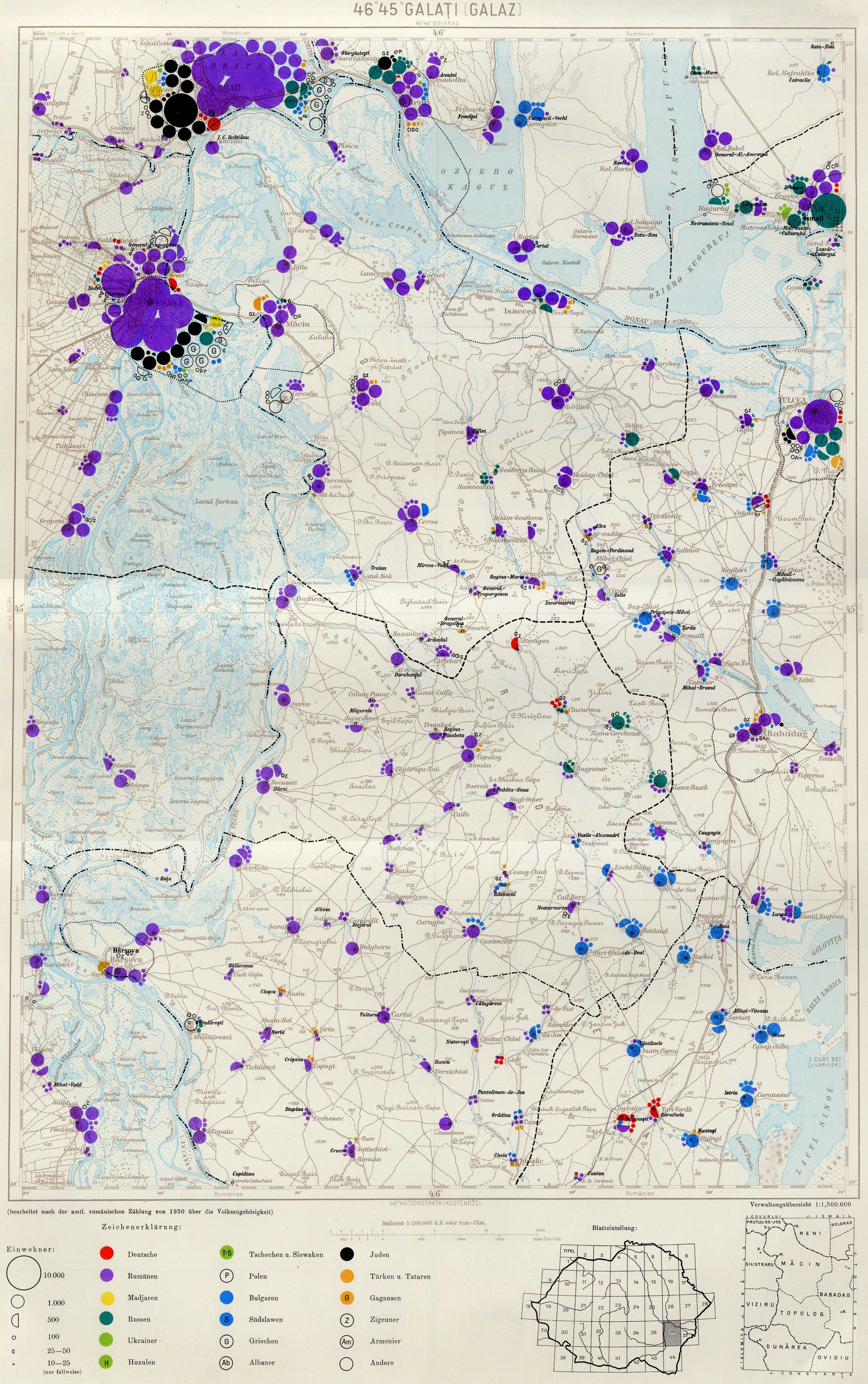
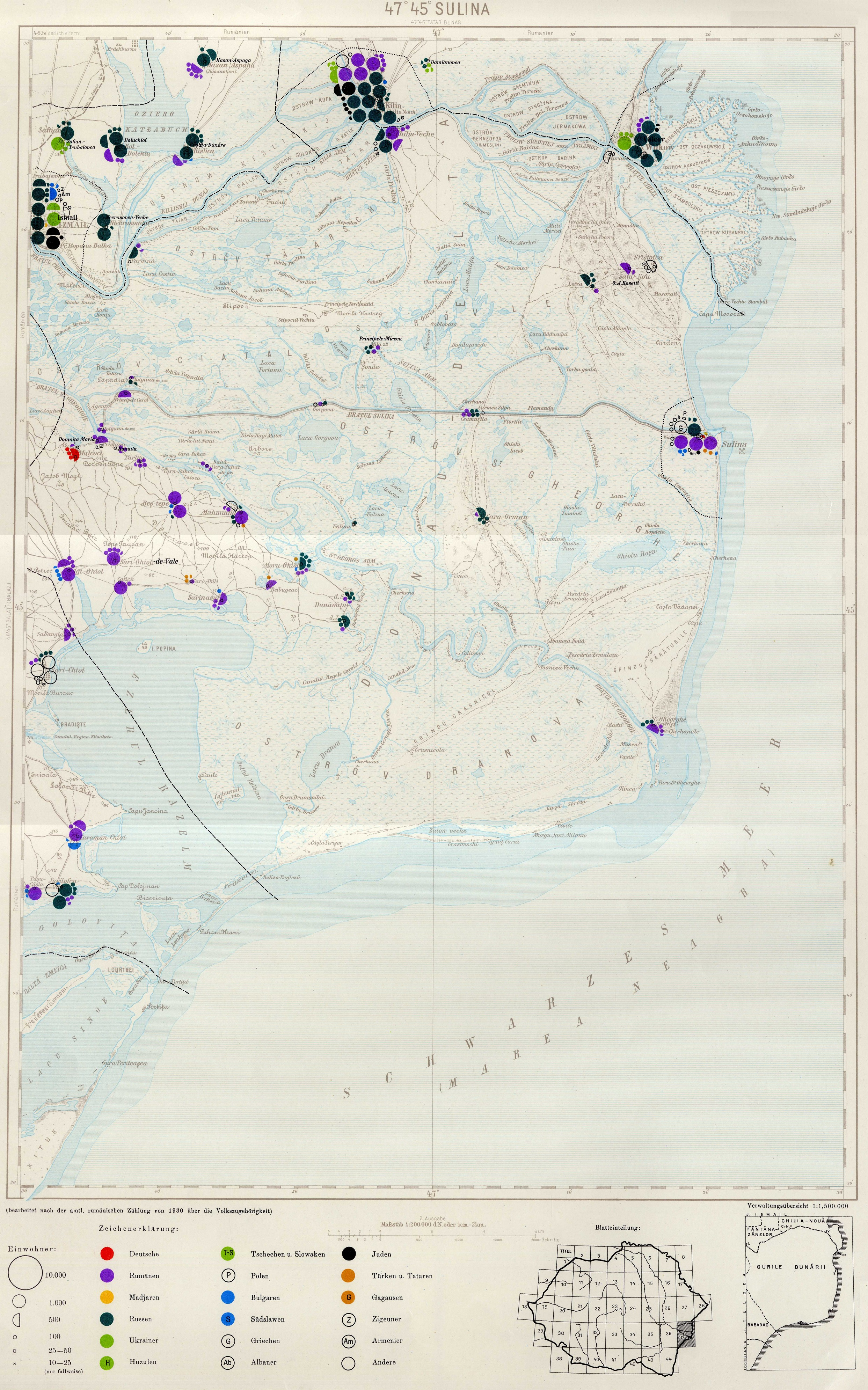

Recensământul ucrainean din 2001

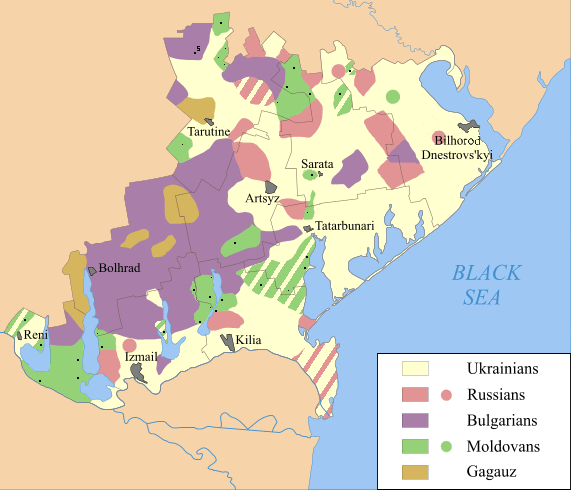
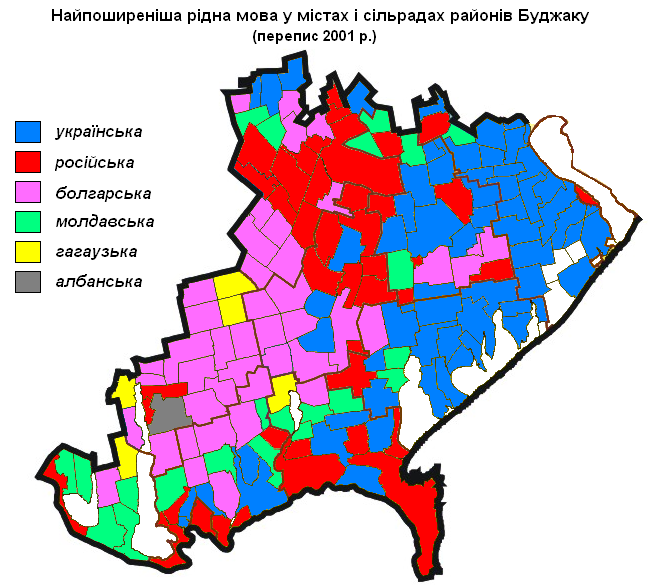
Structura lingivistă a comunelor regiunii, româna este marcată în verde (recensământul ucrainean din 2001).
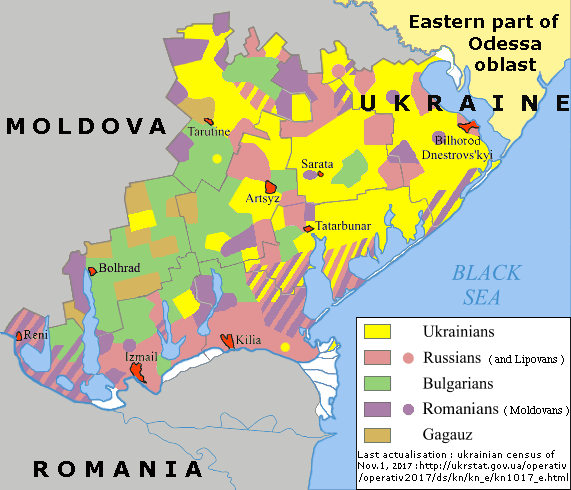

## Galerie de imagini

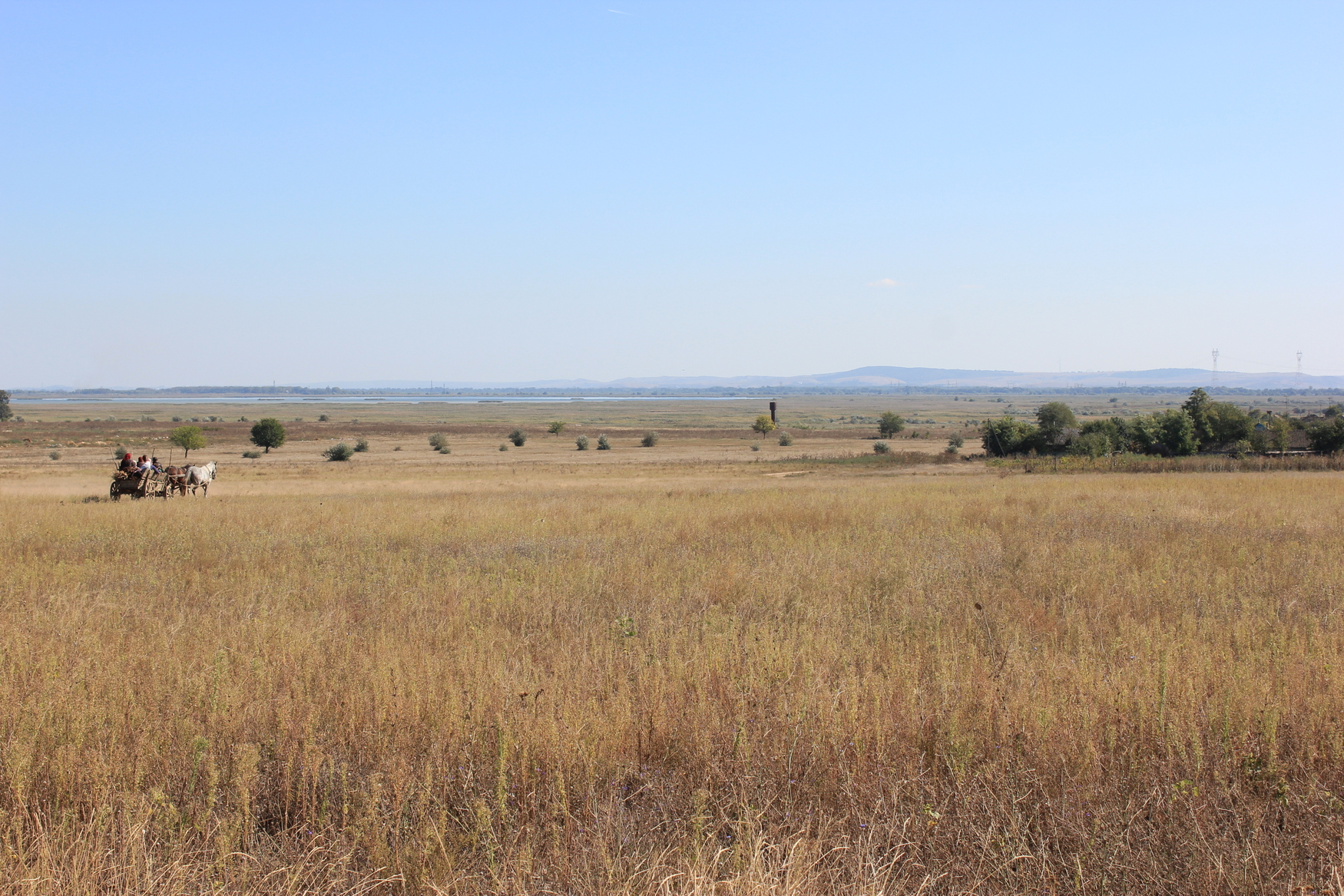
Stepa la vest de Ismail
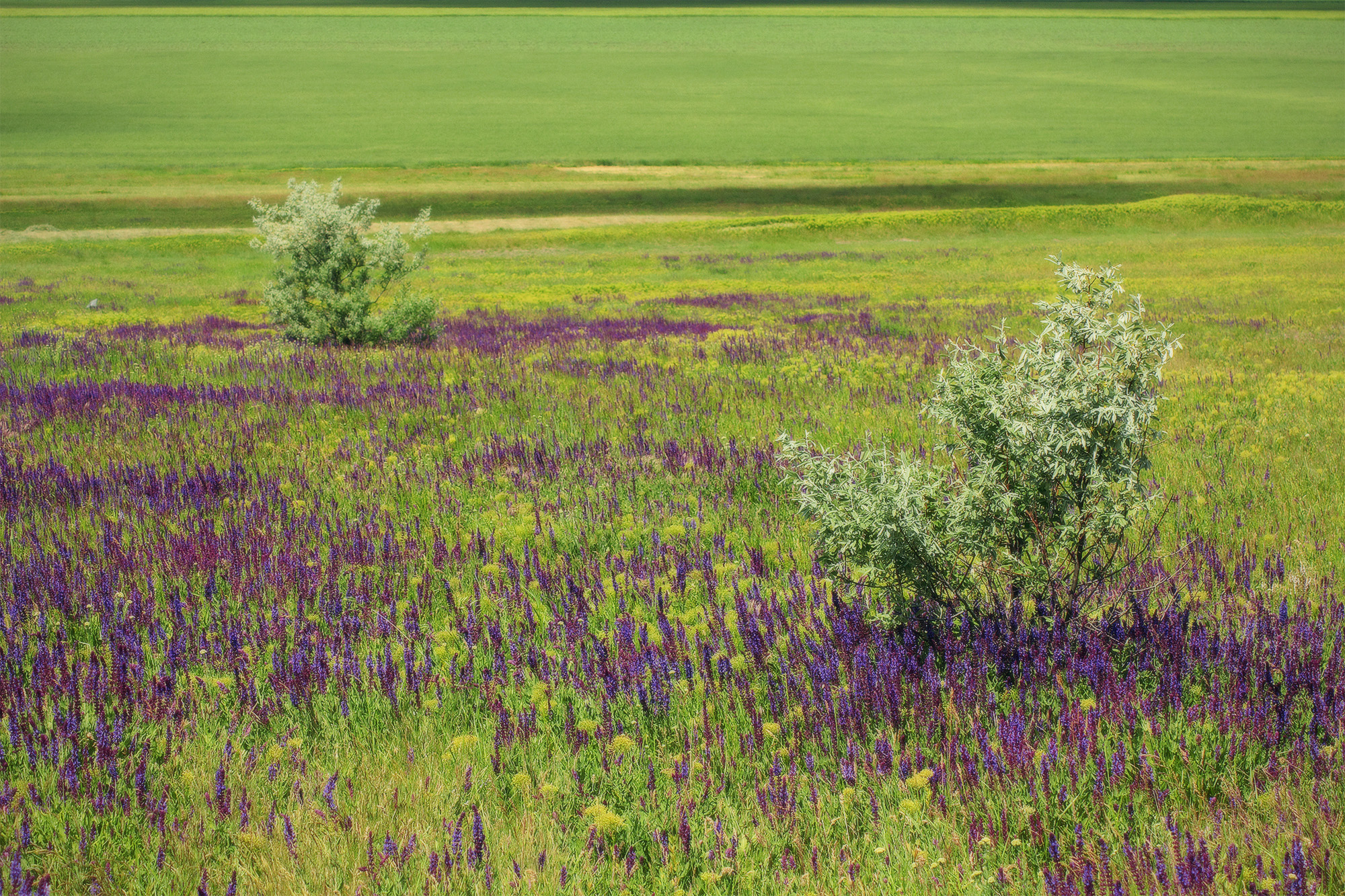
Vegetație de stepă în raionul Arciz
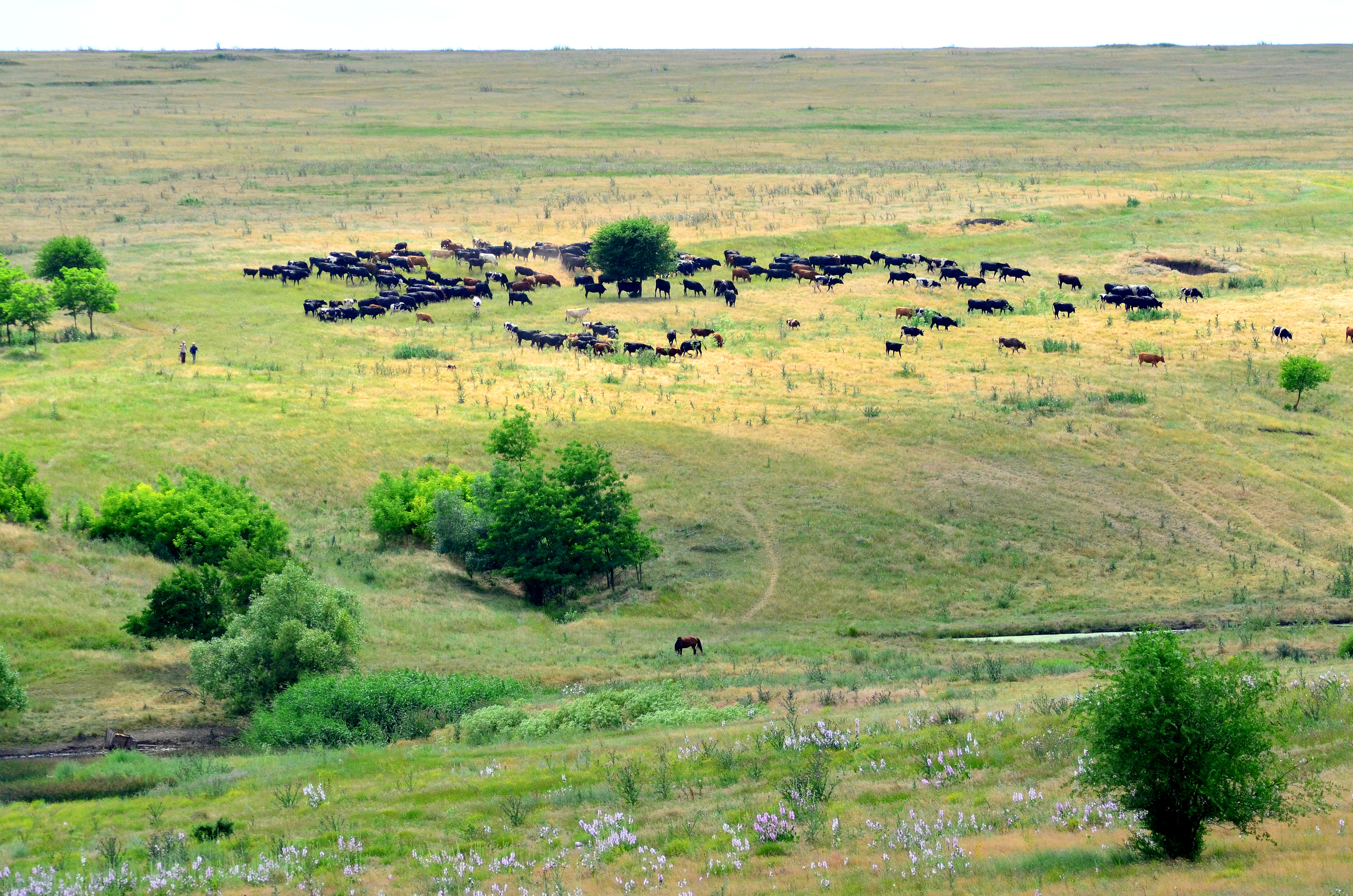
Păscutul vitelor în raionul Tarutino
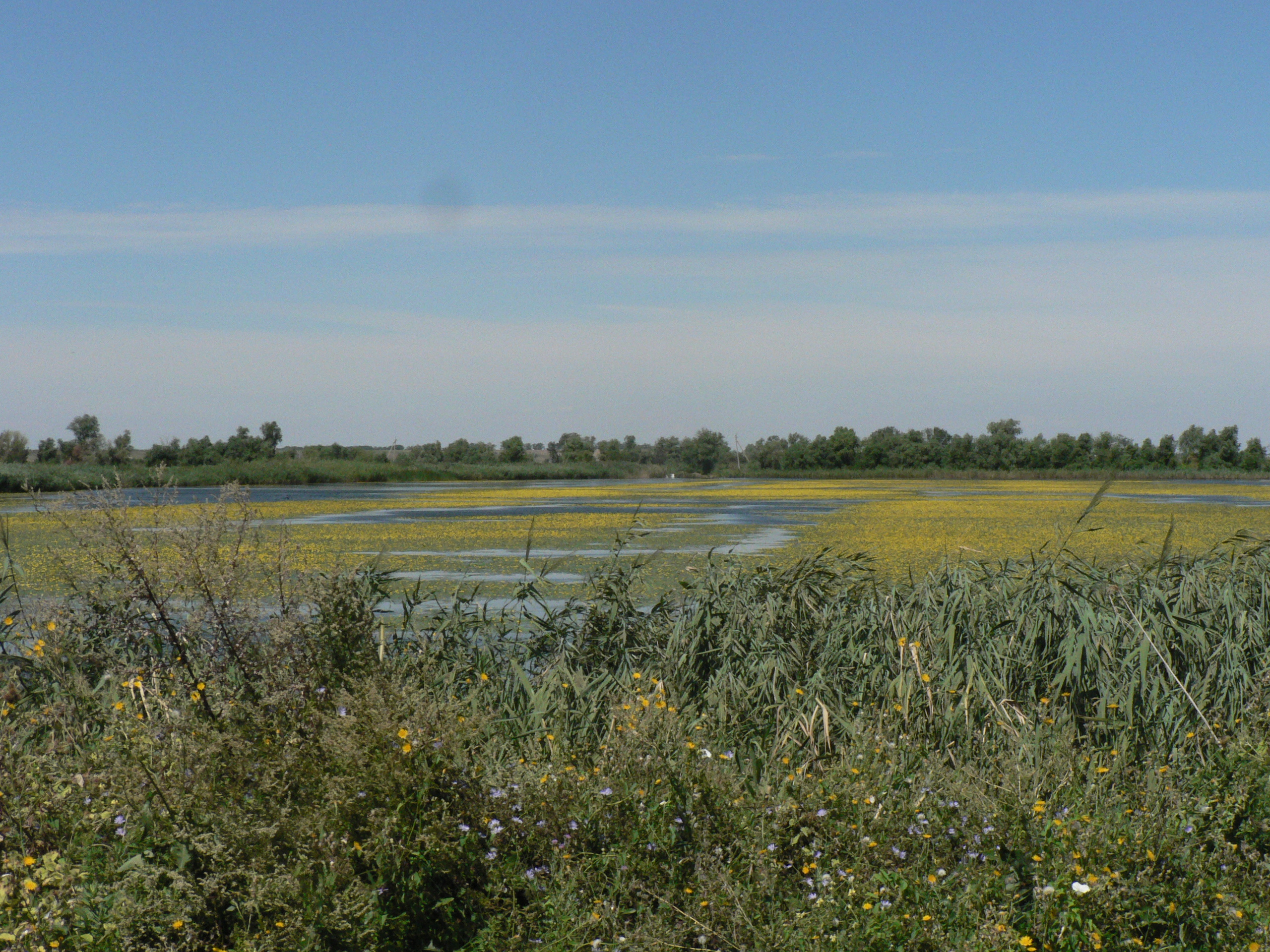
Vegetație acviferă pe Dunăre la Necrasovca-Veche (Ismail)
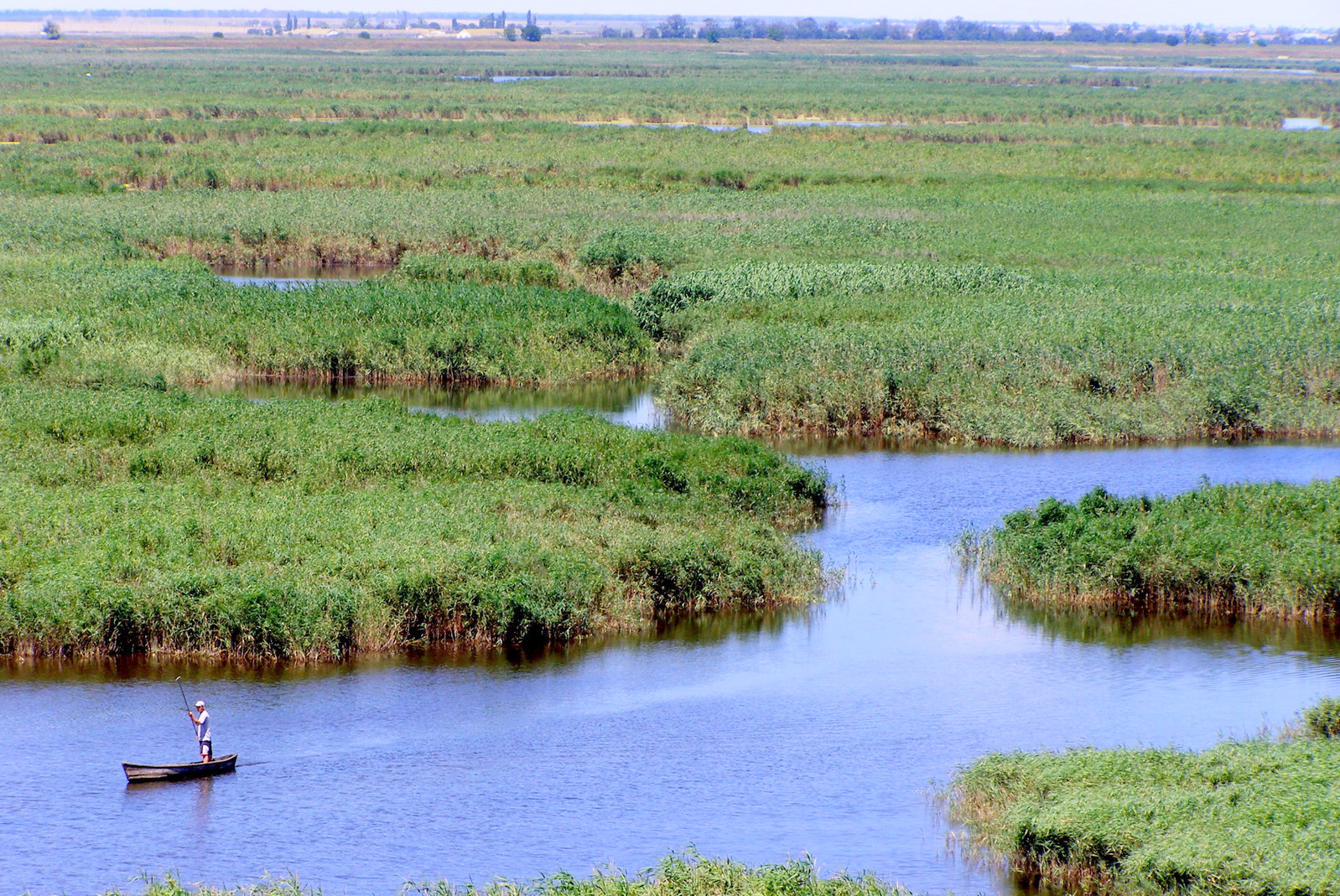
Stufăriș în Delta Dunării (raionul Chilia)
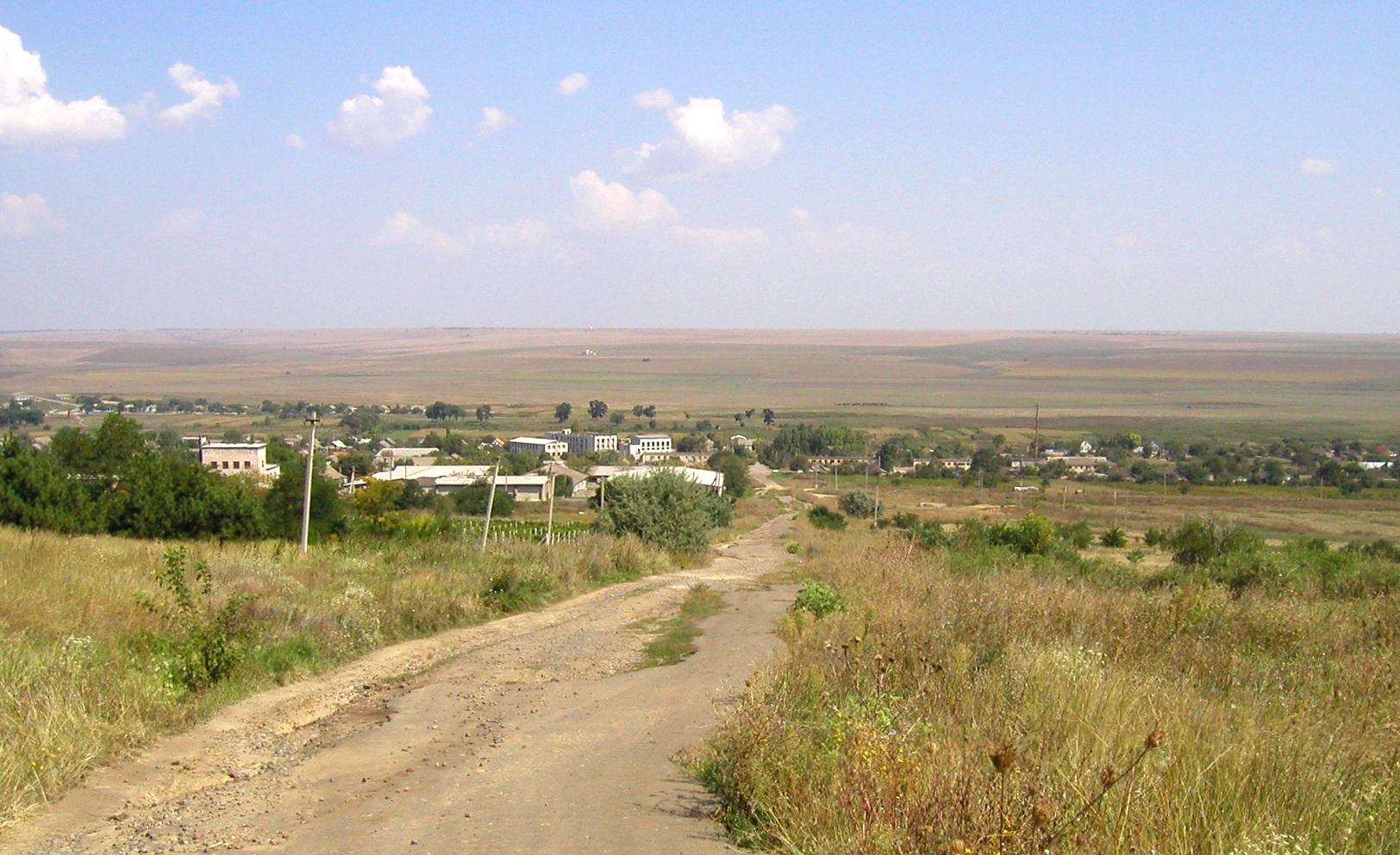
Satul Cleaștiț/Klöstitz, populat de germanii basarabeni până în 1940, azi ucrainean sub numele de Vesela Dolîna.
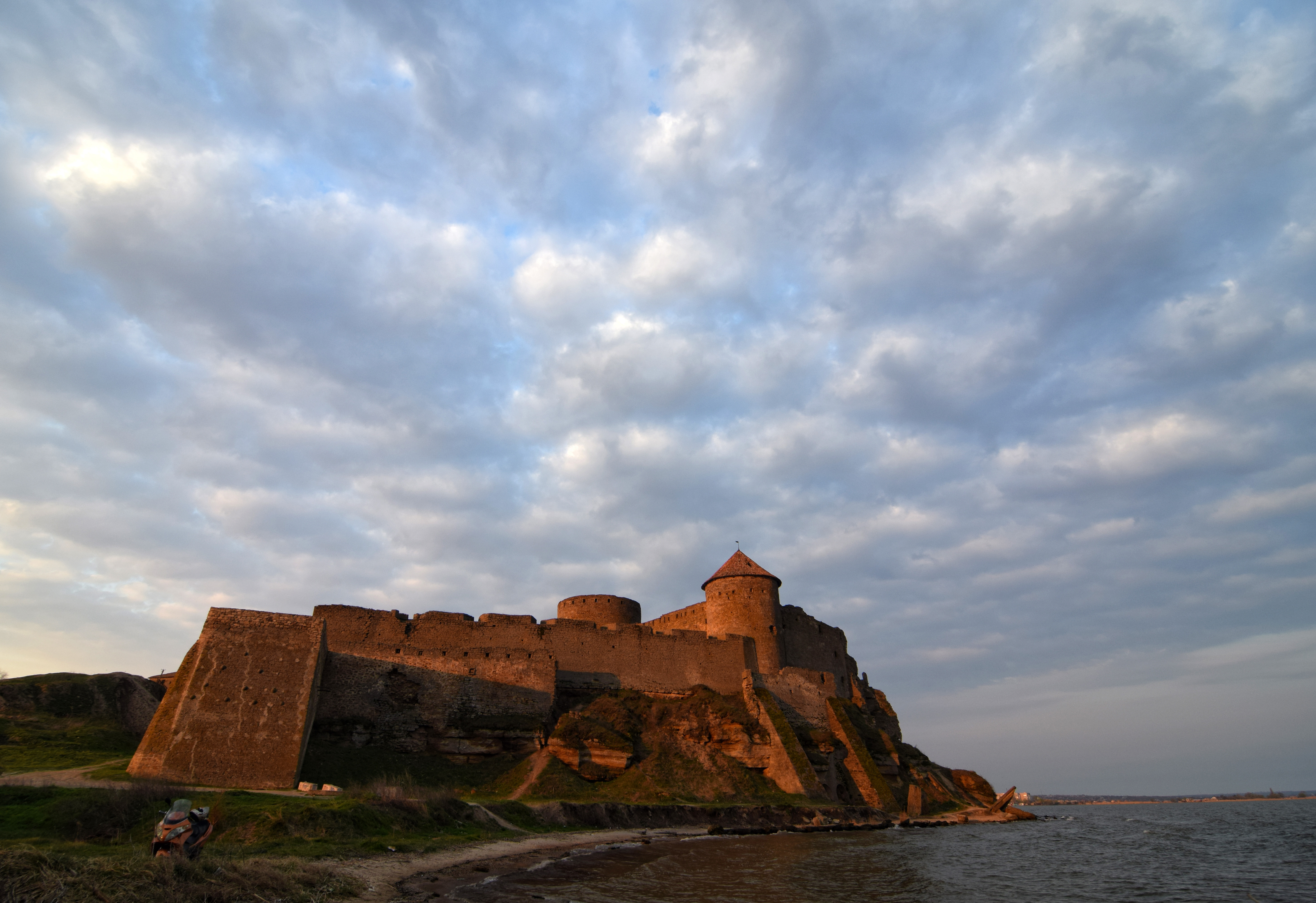
Cetatea Albă
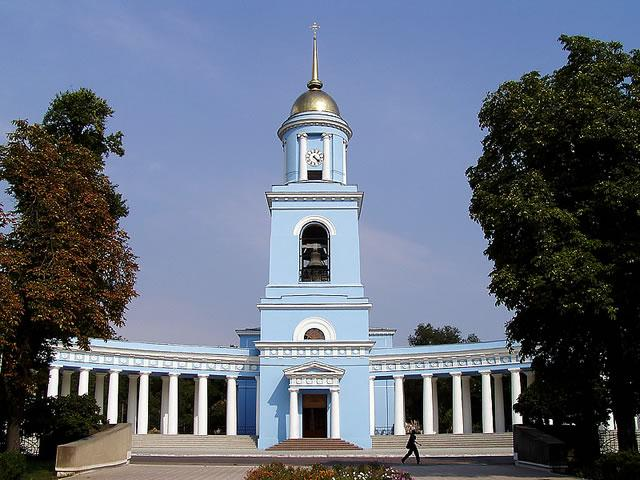
Catedrala din Ismail
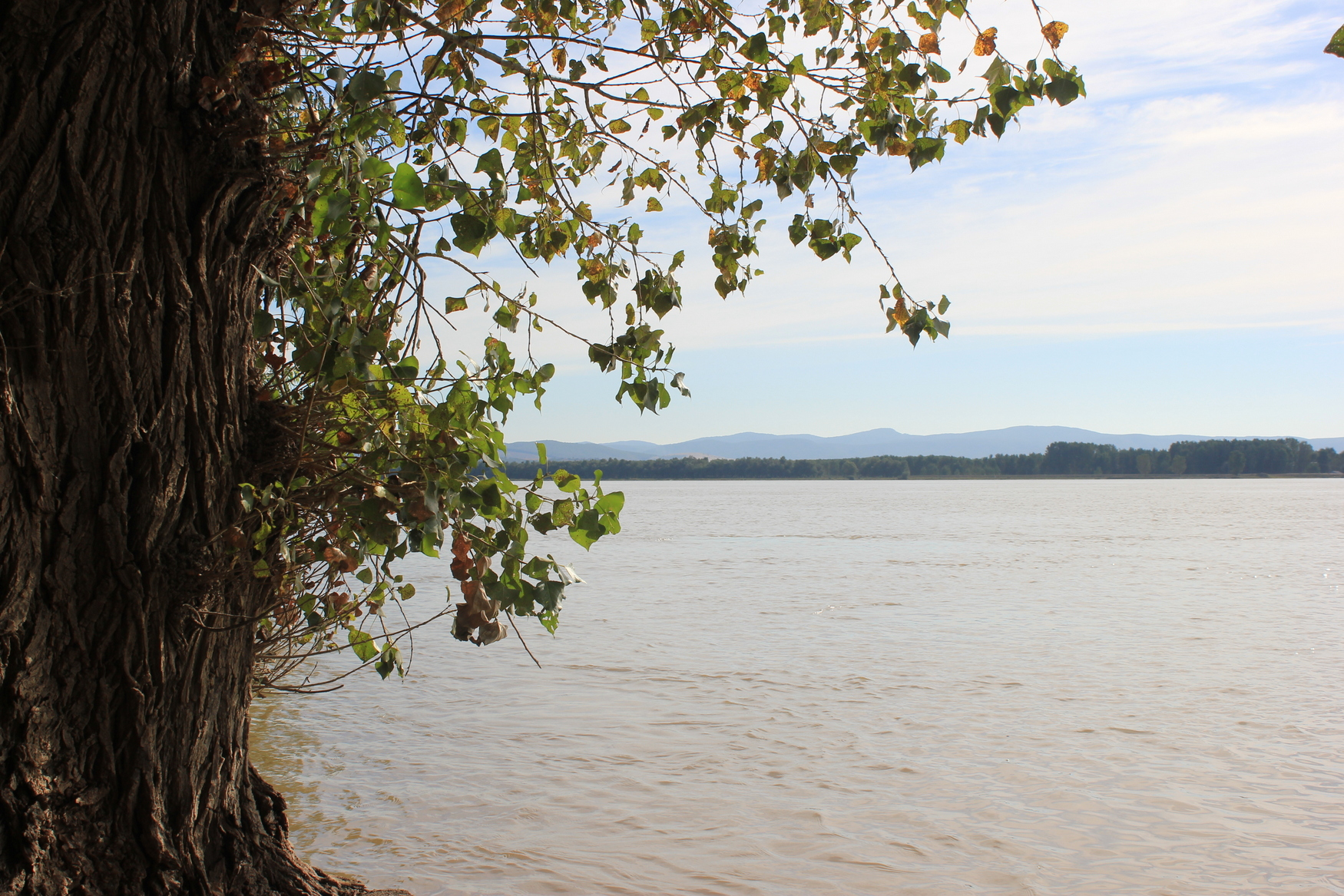
Dunărea la Reni
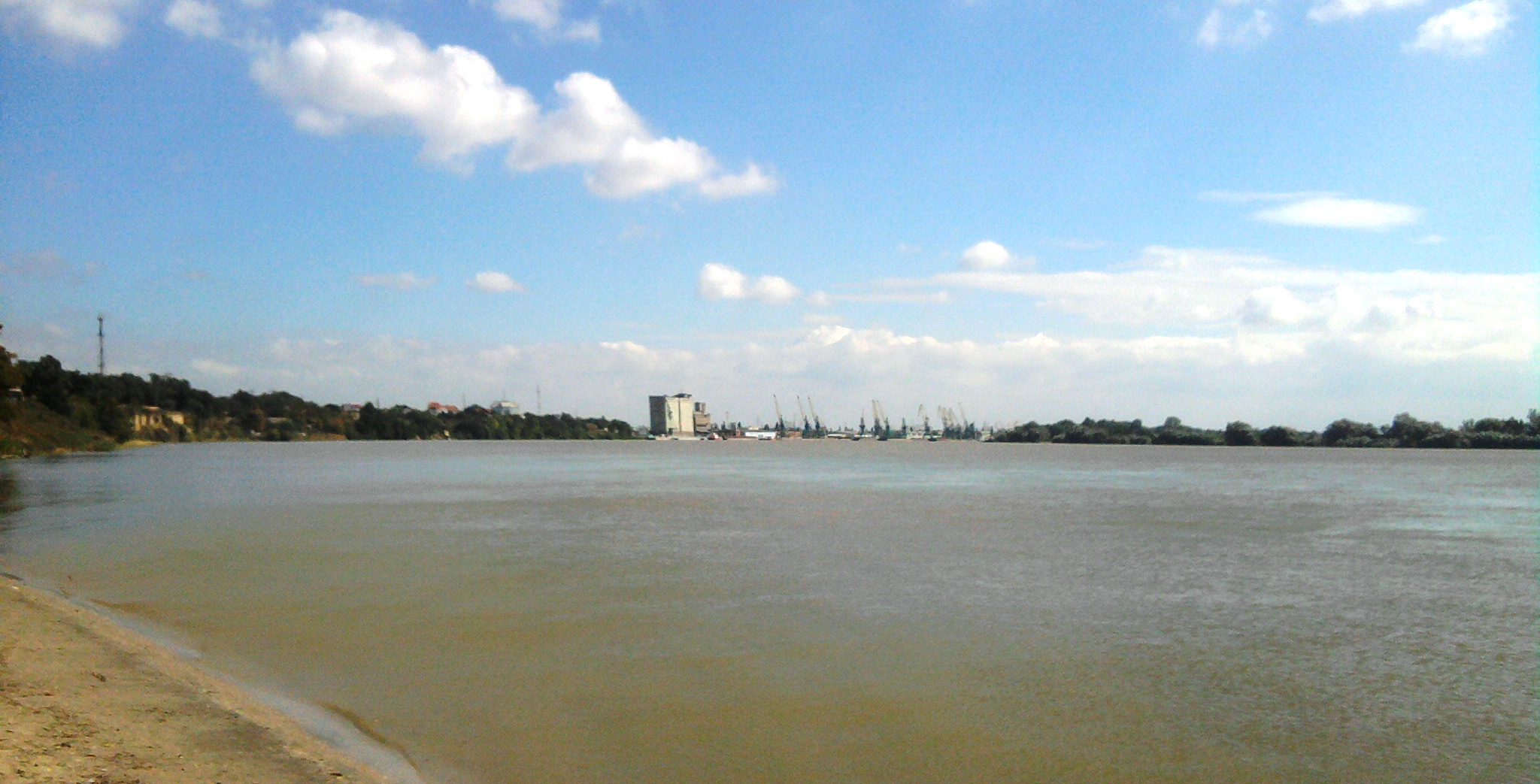
Dunărea la Ismail
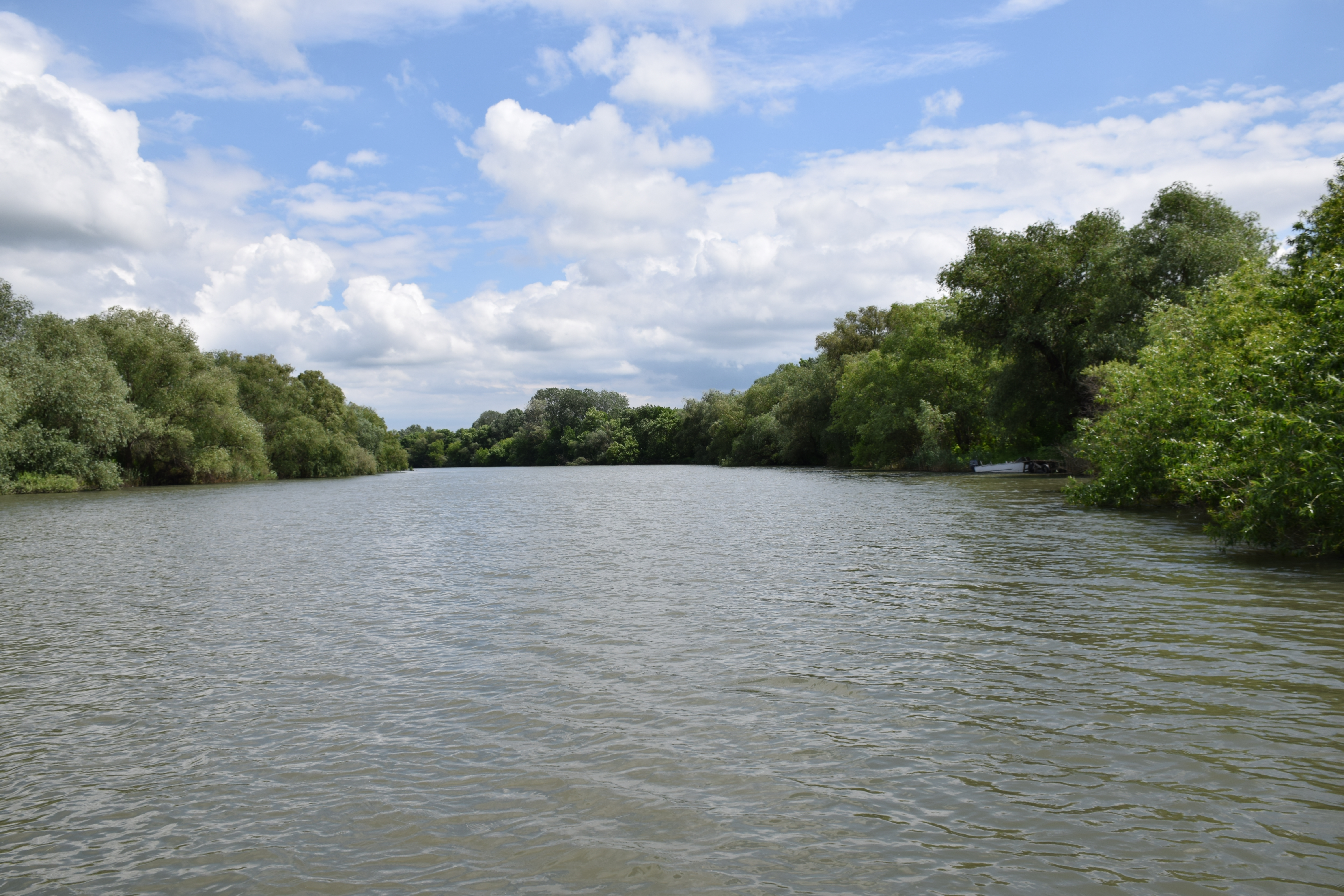
Nistrul în apropiere de vărsarea în liman.
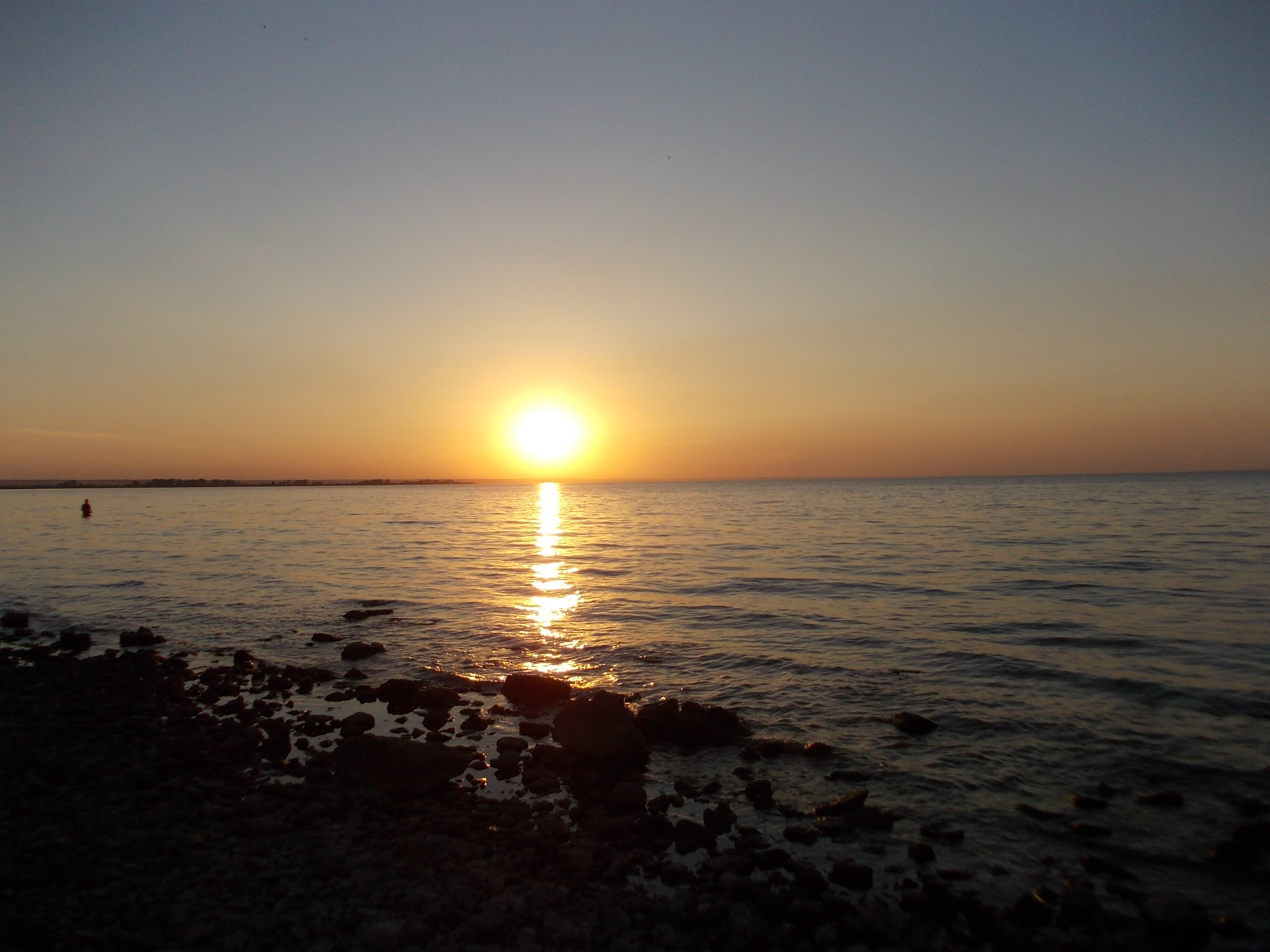
Limanul Nistrului
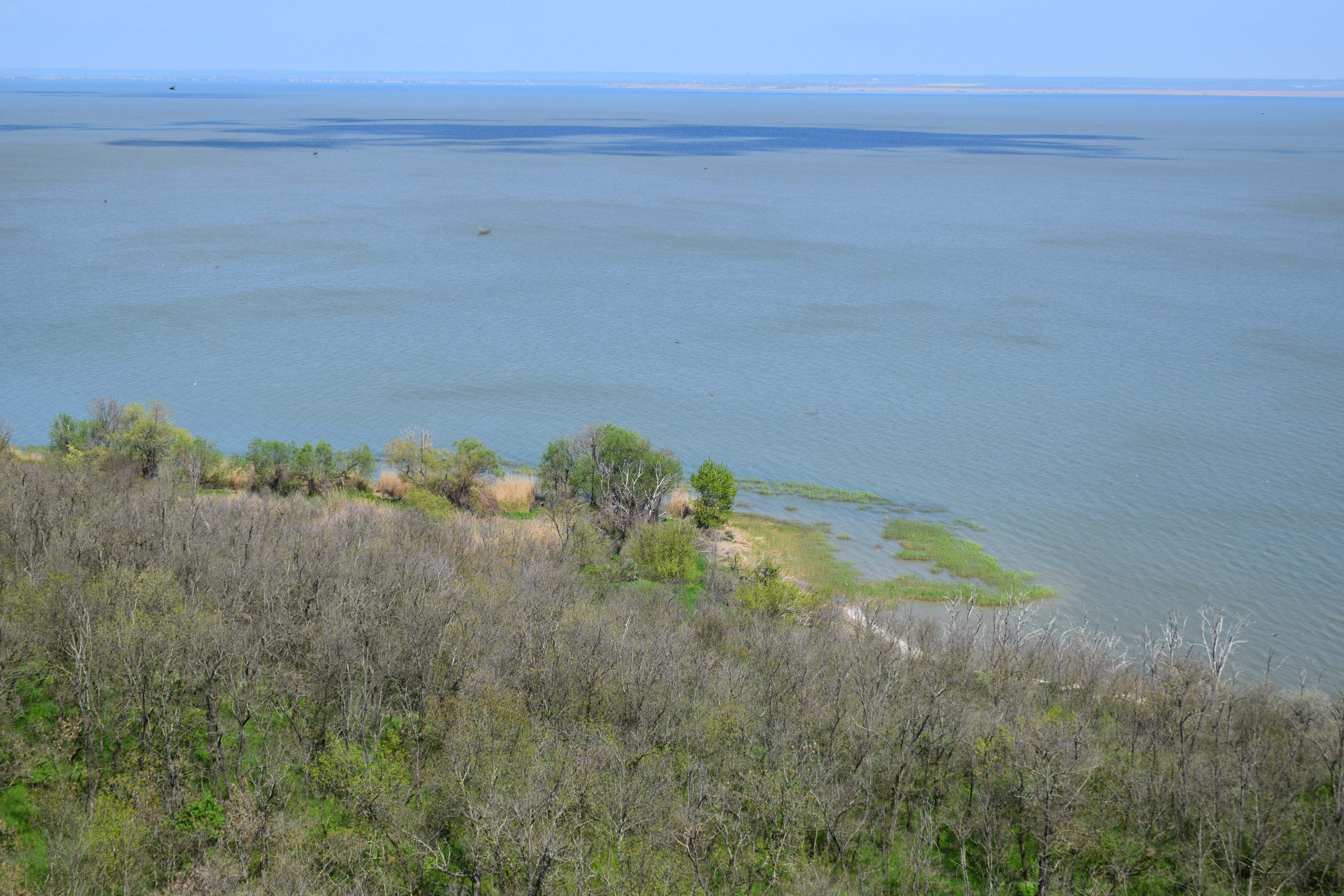
Limanul Nistrului
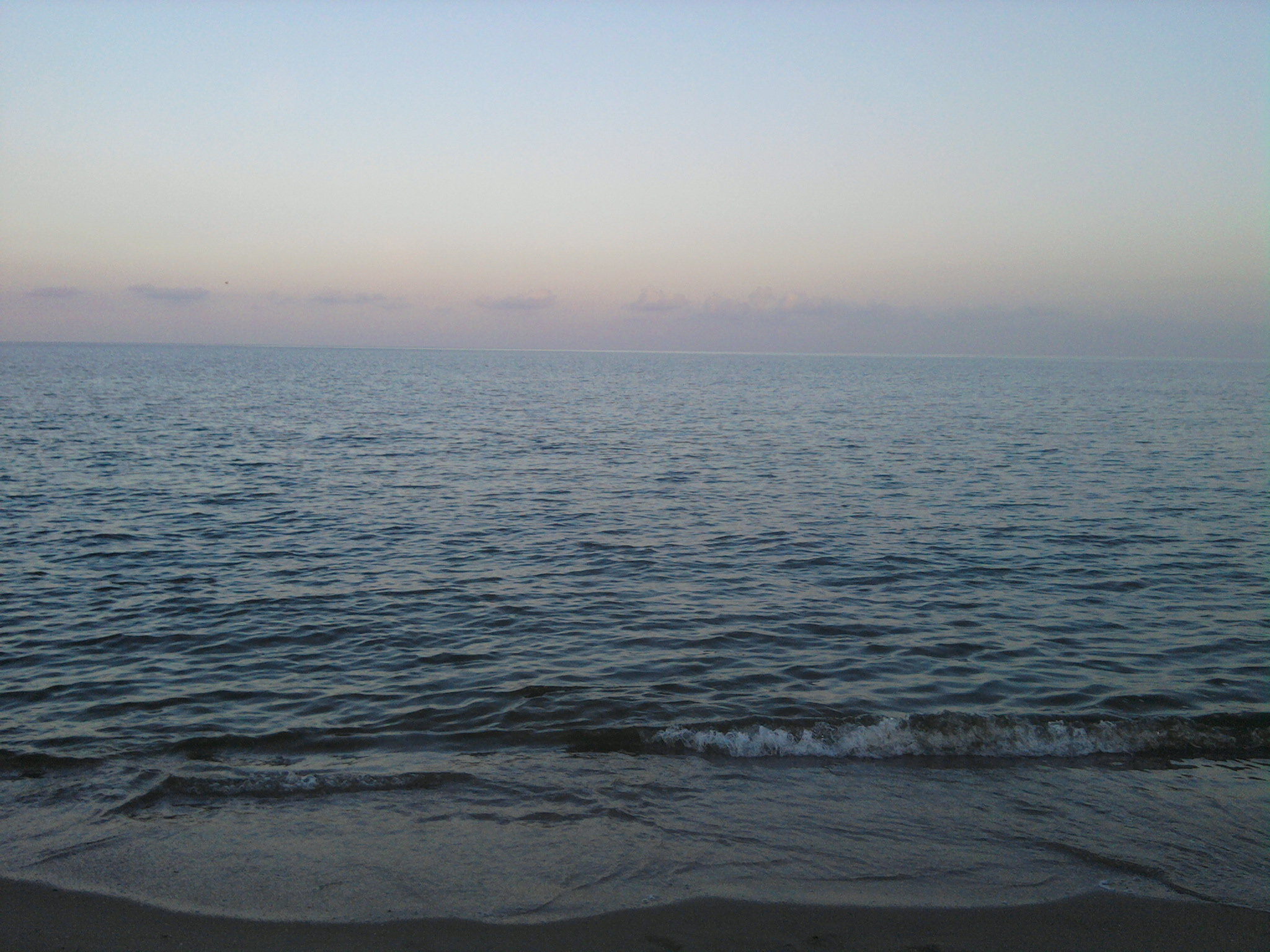
Marea la Codăești (Cetatea Albă)